# Grand Prix automobile de Monaco 1995
Vous lisez un « article de qualité » labellisé en 2022.
GP précédent GP suivant
Le Grand Prix automobile de Monaco 1995 (Grand Prix de Monaco), disputé sur le Circuit de Monaco, à Monte-Carlo, à Monaco le 28 mai 1995, est la quarante-deuxième édition du Grand Prix, le 569e Grand Prix de Formule 1 couru dans le cadre du championnat du monde depuis 1950 et la cinquième manche du championnat 1995.
La course, de 78 tours, est remportée par Michael Schumacher (Benetton-Renault), parti deuxième. Damon Hill, sur Williams-Renault, termine deuxième après s'être élancé de la pole position et Gerhard Berger (Ferrari) se classe troisième ; suivent dans les points, Johnny Herbert (Benetton-Renault), Mark Blundell (McLaren-Mercedes) et Heinz-Harald Frentzen (Sauber-Ford). Seuls dix pilotes sur vingt-six engagés franchissent la ligne d'arrivée.
La course est marquée par un carambolage au départ, dans le premier virage. Mis à part les pilotes Simtek, tous participent au redémarrage de l'épreuve, avec leur monoplace ou celle de rechange. Bien que plus rapide d'une seconde au tour lors des qualifications, Damon Hill ne parvient pas à semer Michael Schumacher en course alors qu'il est plus chargé en carburant en raison d'une stratégie à un seul arrêt. L'Allemand prend la tête, au vingt-quatrième tour, lorsque son rival observe son premier ravitaillement et ne la cède qu'un tour durant à Jean Alesi, au trente-sixième passage, pour effectuer son unique arrêt.
La victoire de Michael Schumacher, la troisième en cinq manches, lui permet de disposer de cinq points d'avance sur Damon Hill au classement du championnat du monde. Benetton, avec trente-six unités, prend la tête du championnat du monde des constructeurs, en dépassant Williams et Ferrari, qui détiennent respectivement trente-deux et trente-et-un points. Il s'agit du dernier engagement de l'écurie britannique Simtek en Formule 1, celle-ci étant mise en faillite peu de temps après.

## Contexte avant le Grand Prix

### Situation du championnat du monde

#### Organisation du Grand Prix

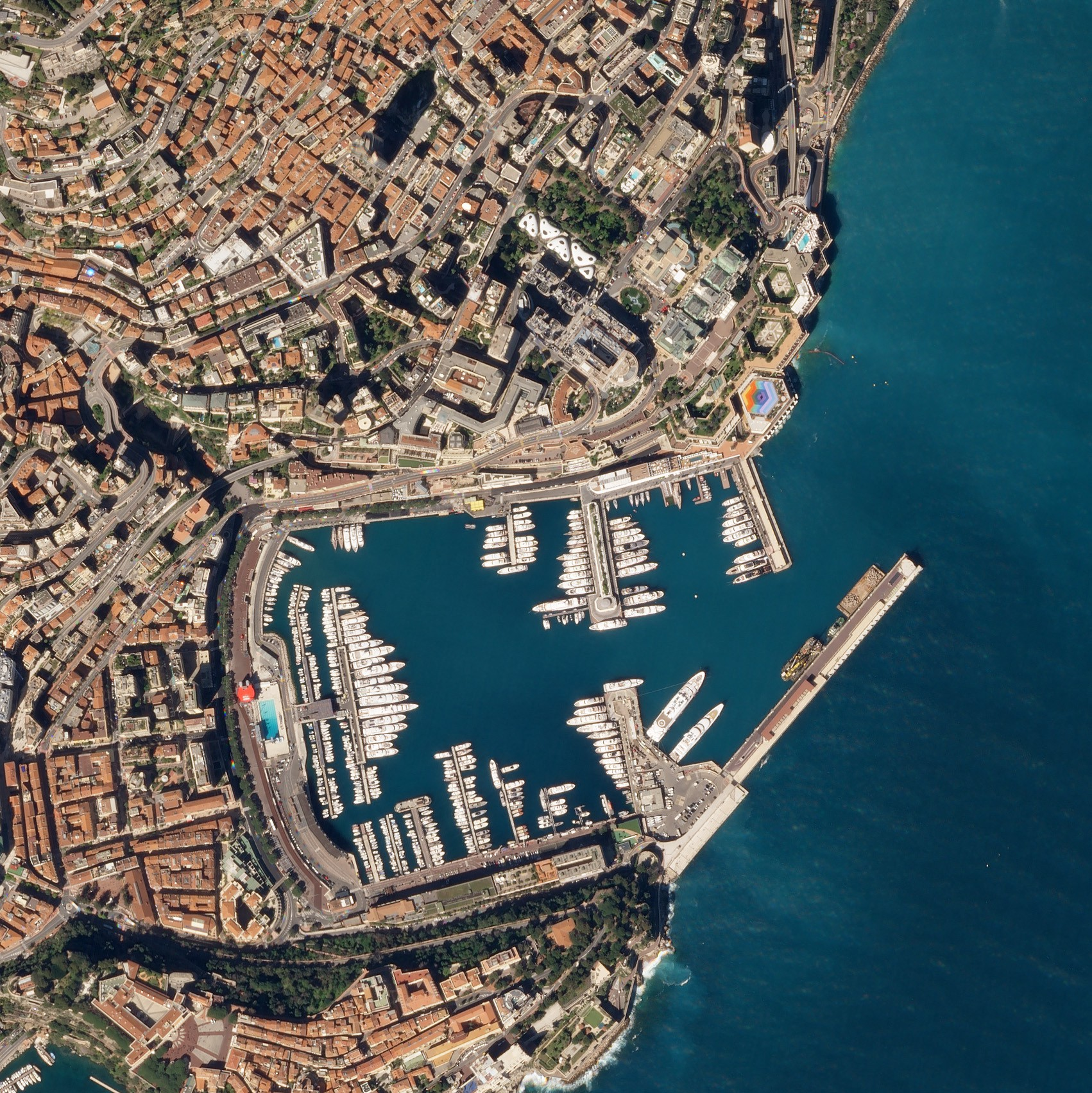
Vue satellite de Monaco et de son circuit urbain (en 2018).

À la demande des pilotes, les organisateurs du Grand Prix de Monaco renforcent la sécurité du circuit pour cette édition. Ainsi, trois étages de rail de sécurité, contre deux auparavant, sont installés sur toute la longueur du tracé tandis que les réservoirs d'eau en plastique sont remplacés par des murs de pneumatiques dans les virages les plus dangereux.

#### Classements avant l'épreuve
À l'approche du Grand Prix de Monaco, le pilote Benetton Michael Schumacher, vainqueur de deux des quatre Grands Prix disputés jusqu'alors, mène le championnat avec 24 points, en devançant d'un point le pilote Williams Damon Hill, qui a également remporté deux épreuves. Les pilotes de la Scuderia Ferrari, Jean Alesi et Gerhard Berger, sont troisième et quatrième, avec 14 et 13 points. David Coulthard et Johnny Herbert, les seconds pilotes de Williams et Benetton, sont cinquième et sixième, avec 9 points chacun.
Chez les constructeurs, à l'issue du Grand Prix d'Espagne, Ferrari occupe la première place avec 27 points, suivie par Williams et Benetton avec 26 et 23 points. Ces écuries distancent nettement McLaren, quatrième avec six points, Sauber, cinquième avec trois points, Jordan, sixième avec deux points, et Ligier, septième avec un point.

#### Indonésie, Chine, Malaisie, États-Unis: les nouveaux candidats à l'accueil de la Formule 1
La période précédant le Grand Prix de Monaco est l'occasion de spéculations quant à de futures destinations pour le championnat du monde de Formule 1. Alors que l'Indonésie et la Chine ambitionnent d'organiser une épreuve à Sentul et à Zhuhai, la Malaisie entame la construction d'un circuit international, sur l'île de Langkawi. En raison des périodes de mousson dans cette région du monde, seule la période de mars à mai est envisageable pour la tenue de Grands Prix dans le cadre d'une éventuelle tournée asiatique, dans laquelle serait intégrée le Grand Prix du Japon.
Aux États-Unis, trois projets sont à l'œuvre pour accueillir la Formule 1, dont le dernier passage remonte à 1991. Le premier a pour cadre l'arrondissement de Staten Island, à New York, et présente une physionomie comparable au circuit de Monaco. Il s'agit d'un projet de circuit surplombant la statue de la Liberté et le port de New York, où les spectateurs VIP assisteraient à l'épreuve depuis des yachts, avec les gratte-ciel de Manhattan en toile de fond. Le deuxième projet de circuit se situe à Brandy Station, en Virginie, il est cependant entravé par des difficultés administratives. Enfin, un circuit comprenant un tracé routier et un ovale, à Homestead, en Floride, est en voie d'achèvement. Néanmoins, aucun de ces trois projets ne convainc réellement Bernie Ecclestone, le détenteur des droits commerciaux de la discipline, pour l'organisation d'une épreuve de Formule 1.

#### Les critiques de Marlboro sur la Formule 1
À l'occasion du dîner annuel organisé pour la presse par le cigarettier Marlboro, Walter Thoma, le président de la branche européenne de Philip Morris, déclare que la réputation et la popularité de la Formule 1 ont été écornées à la suite des accusations de tricherie portées à l'encontre de Michael Schumacher et Benetton Formula en 1994, puis des accusations de carburant non homologué visant Elf, le fournisseur de Benetton et Williams, lors du Grand Prix du Brésil 1995. Il estime que le public est troublé par ces affaires et pourrait considérer que la Formule 1 s'éloigne des valeurs sportives. Il appelle ainsi à mettre fin à un « cirque » où les résultats sont décidés devant la cour d'appel de la Fédération internationale de l'automobile, afin de revenir vers un sport de haut niveau qui retrouverait la confiance du public et sa crédibilité. Sans cela, Walter Thoma précise que les principaux commanditaires impliqués en Formule 1, dont Marlboro, qui soutient financièrement près de la moitié des écuries du plateau, pourraient quitter la discipline.

### Situation des pilotes

#### Nigel Mansell remplacé par Mark Blundell chez McLaren

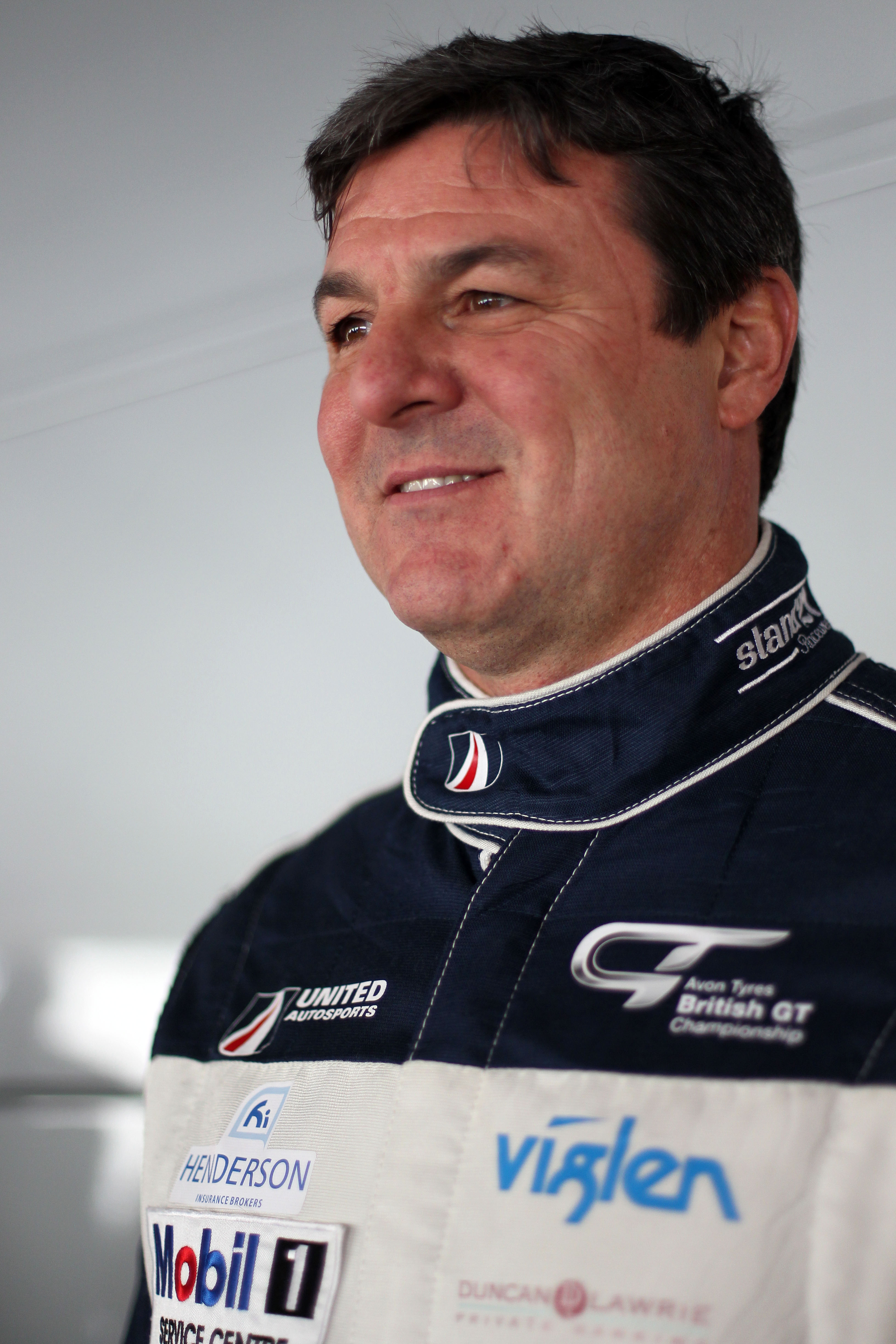
Mark Blundell (ici en 2013) remplace Nigel Mansell chez McLaren.

Le principal centre d'intérêt des observateurs est le départ de Nigel Mansell de l'écurie McLaren. Le Britannique, qui avait fait son retour en Formule 1 chez Williams pour les dernières manches de la saison 1994, n'a pas obtenu une place de titulaire pour 1995, Williams lui préférant David Coulthard ; Mansell rejoint alors McLaren. Lorsqu'il teste pour la première fois le châssis MP4/10, il s'avère que la monoplace est peu maniable et surtout que son cockpit est trop étroit pour l'accueillir. Mansell est ainsi remplacé, pour les deux premières courses, par le pilote-essayeur Mark Blundell, le temps que l'écurie fabrique une monocoque plus adaptée,.
Nigel Mansell prend part aux Grands Prix de Saint-Marin et d'Espagne au volant de la MP4/10B, adaptée à ses mensurations, mais le champion du monde 1992 est dominé par son équipier Mika Häkkinen. Surtout, il abandonne volontairement en Espagne, jugeant sa monoplace « inconduisible » et la qualifiant de « poubelle ». Norbert Haug, le directeur de la compétition de Mercedes-Benz, le motoriste de McLaren, dénonce le salaire trop élevé de Mansell et juge inacceptable son rythme en course. Finalement, le mardi précédant le Grand Prix de Monaco, Nigel Mansell et Ron Dennis, le patron de l'écurie, conviennent d'une rupture de contrat à l'amiable : « Après de longues et très ouvertes discussions, Marlboro McLaren Mercedes et Nigel Mansell ont décidé de mettre un terme à leur partenariat actuel. Cette interruption de relation fait suite à deux courses très décevantes à la fois pour Nigel et l'écurie. » Cette séparation, pour laquelle Mansell aurait négocié deux millions de dollars, met un terme à sa carrière en Formule 1. La veille de la course, Ron Dennis fustige les ambitions « irréalistes » de son ancien pilote qui exigeait de remporter des courses dès le début de saison, voire le championnat, alors que Dennis espérait de la cohésion d'équipe pour compenser une monoplace peu compétitive. En outre, il considère que Mansell ne se donnait pas à 100 % de ses capacités,,,.
Mark Blundell reprend donc le poste qui était le sien en début de saison, jusqu'au Grand Prix du Canada, où il pourrait signer un contrat jusqu'à la fin de l'année. En outre, l'ombre de Mansell plane encore chez McLaren à Monaco Sa présence était toujours forte à Monaco, puisque les affiches publicitaires pour la course en Principauté sont à son effigie,.

#### Le novice Jean-Christophe Boullion remplace Karl Wendlinger chez Sauber

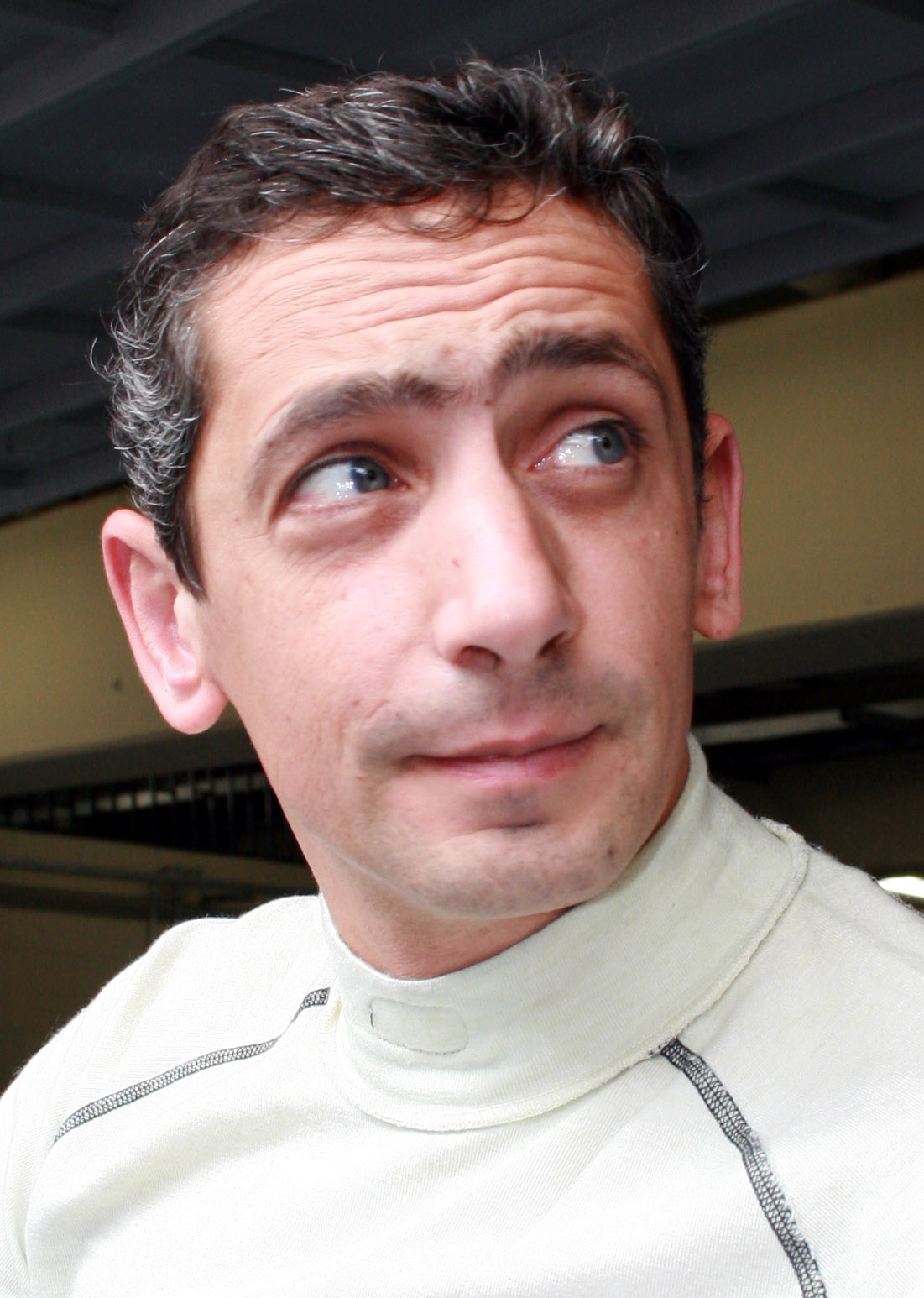
Le Français Jean-Christophe Boullion (ici en 2007) fait ses débuts en Formule 1 avec Sauber à Monaco.

Gravement blessé à la tête lors du Grand Prix de Monaco 1994, Karl Wendlinger a suivi sa convalescence jusqu'au début de la saison 1995. De retour chez Sauber, l'Autrichien, pourtant considéré comme un espoir de la Formule 1, n'a pas retrouvé son niveau d'avant son accident, par manque de confiance, et est dominé de plusieurs secondes par tour par son équipier Heinz-Harald Frentzen lors des quatre premières manches du championnat.
La semaine précédant le Grand Prix de Monaco, Sauber, sous la pression de son motoriste Ford, annonce que Karl Wendlinger est rétrogradé au rang de pilote d'essais. Il n'est pas limogé en raison de sa présence chez Sauber depuis 1991 en endurance puis 1993 en Formule 1, et de ses liens étroits avec Red Bull, le commanditaire principal et actionnaire majoritaire de l'écurie suisse,,.
Le Français Jean-Christophe Boullion, champion international 1994 de Formule 3000 et pilote-essayeur chez Williams, est prêté par l'écurie britannique pour remplacer Wendlinger chez Sauber jusqu'à la fin de saison. Boullion, surnommé Jules par ses amis et les médias, fait ainsi ses débuts en Formule 1. Il est préféré à d'anciens pilotes comme Pedro Lamy, Jyrki Järvilehto, Andrea De Cesaris, Alessandro Zanardi et Riccardo Patrese mais aussi à d'autres jeunes essayeurs, comme Emmanuel Collard (Benetton) et Franck Lagorce (Ligier). La titularisation de Boullion doit aussi permettre à Williams d'évaluer les performances de son nouvel équipier, Heinz-Harald Frentzen : l'Allemand, perçu comme une étoile montante de la discipline, ne s'est jamais mesuré à un pilote ayant officié dans une écurie de pointe et pourrait intéresser l'écurie britannique à long terme,,,.

#### Premières rumeurs du marché des transferts
L'épreuve monégasque est marquée par les premières rumeurs du marché des transferts pour la saison 1996. Celui-ci est dicté par l'avenir de Michael Schumacher, le contrat le liant à Benetton Formula expirant en fin d'année. Celui-ci pourrait être prolongé avec l'écurie britannique mais le salaire du pilote allemand représente la moitié de son budget et son directeur, Flavio Briatore, n'a pas les moyens de satisfaire une probable demande d'augmentation du salaire de son pilote. La piste la plus probable serait un départ de Schumacher vers la Scuderia Ferrari qui apprécie ses talents de pilote et sa capacité à motiver les troupes. Niki Lauda a entamé, dès le début du mois de mai des négociations avec Willi Weber, son agent. Schumacher est également convoité par McLaren et par Williams mais cette dernière ne serait pas prête à le recruter à n'importe quel prix,.
Gerhard Berger, en fin de contrat avec Ferrari, espère prolonger avec l'écurie italienne, mais déclare avoir obtenu deux autres offres de la part d'équipes rivales, dont McLaren où il a déjà officié entre 1990 et 1992. En outre, McLaren ambitionne de recruter David Coulthard ou Heinz-Harald Frentzen, lui-même convoité par Williams.

### Situation des écuries

#### Essais privés

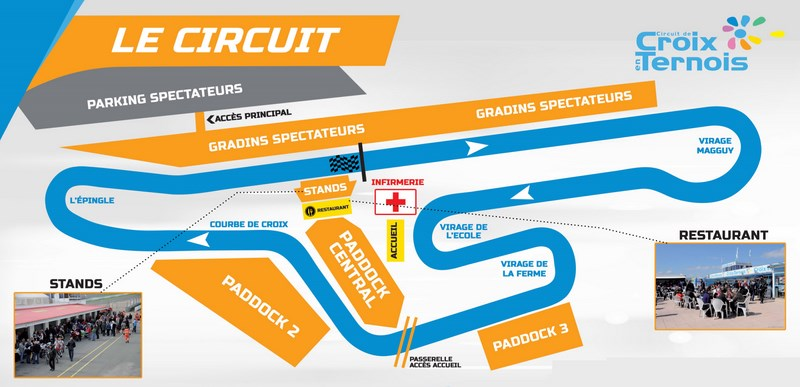
Le circuit de Croix-en-Ternois, près d'Arras, est régulièrement utilisé par les écuries de Formule 1 pour préparer le Grand Prix de Monaco.

La semaine suivant le Grand Prix d'Espagne, la plupart des écuries organisent des essais privés pour préparer l'épreuve monégasque. Benetton, Williams, McLaren, Ligier et Sauber tournent sur le circuit de Barcelone où Michael Schumacher réalise le meilleur temps, en 1 min 20 s 980, devant Damon Hill, sur Williams (1 min 21 s 020) ; ils sont suivis par Johnny Herbert, sur Benetton (1 min 21 s 555), victime d'une panne moteur, et Jean-Christophe Boullion, pilote-essayeur chez Williams, en 1 min 21 s 960, qui fait une sortie dans le bac à graviers après la rupture d'une pompe hydraulique. Les pilotes McLaren, Mika Häkkinen et Mark Blundell, sont cinquième en 1 min 23 s 900 et sixième en 1 min 24 s 290. Olivier Panis (Ligier, septième, évolue en 1 min 25 s 31, devant Heinz-Harald Frentzen, sur Sauber (1 min 25 s 530) et son équipier Martin Brundle (1 min 25 s 700). Karl Wendlinger (Sauber) ferme la marche, en 1 min 27 s 45.
Sur le circuit Paul-Ricard, en France, Jean Alesi teste pour la Scuderia Ferrari une nouvelle évolution du moteur V12 de la 412 T2 qu'il doit pousser à haut régime. Néanmoins, les essais sont perturbés par la pluie et le brouillard, obligeant l'écurie italienne à se replier, en fin de semaine, à Fiorano. Alesi est rejoint par l'essayeur Luca Badoer qui teste des pièces aérodynamiques spécifiques pour le Grand Prix de Monaco.
Ukyo Katayama et Mika Salo effectuent deux journées d'essais avec Tyrrell sur le circuit de Croix-en-Ternois, dans le Pas-de-Calais, avant de rejoindre, le samedi, les pilotes des écuries Benetton, Jordan et Arrows sur la boucle sud du circuit de Silverstone pour une dernière session d'essais avant l'épreuve monégasque.

#### Sauber s'associe à Petronas
Peu avant le Grand Prix de Monaco, Sauber conclut un partenariat de deux ans avec la firme pétrolière malaisienne Petronas, dont le logotype est désormais présent sur l'aileron arrière de la Sauber C14. L'écurie suisse était en concurrence avec Arrows, Jordan Grand Prix et Pacific Racing pour l'obtention de ce commanditaire. L'accord, d'un montant estimé à 4 millions de dollars, a été réduit d'un tiers durant les négociations entre les différentes parties.

#### Simtek proche de la faillite
Le jeudi précédant l'épreuve, Nick Wirth, le propriétaire de l'écurie Simtek révèle en conférence de presse que, depuis son engagement en Formule 1, son écurie a accumulé six millions de livres sterling de dettes et pourrait déclarer forfait pour le Grand Prix du Canada. Celles-ci sont dues à la défection des commanditaires d'Hideki Noda, dont Tenoras, qui devaient apporter un complément de budget dès le début de saison mais se sont brusquement retirés à la suite du séisme de Kōbe. D'autre part, le partenariat avec la boisson énergétique XTC, dont les logos ornent l'aileron arrière de la monoplace lors des trois premiers Grands Prix, vire au cauchemar lorsque les virements bancaires se révèlent être falsifiés : en réalité, XTC n'a jamais versé de contrepartie financière à Simtek. En désespoir de cause, Nick Wirth ne voit comme solution pérenne que la revente de son écurie. Il propose ses parts dans l'équipe à son pilote Jos Verstappen et à David Spears, le propriétaire de l'écurie Super Nova Racing engagée en Formule 3000. Tom Walkinshaw, fondateur du Tom Walkinshaw Racing et directeur de Ligier est également approché, de même que David Richards, fondateur de la société Prodrive, basée à Banbury, spécialisée dans la préparation automobile et le sport automobile ; aucun ne se montre intéressé par la reprise de l'écurie. Un symbole des difficultés croissantes de Wirth est le fait que Simtek ne dispose plus que de trois boîtes de vitesses pour disputer l'intégralité du Grand Prix de Monaco,.

### Dernières évolutions des monoplaces

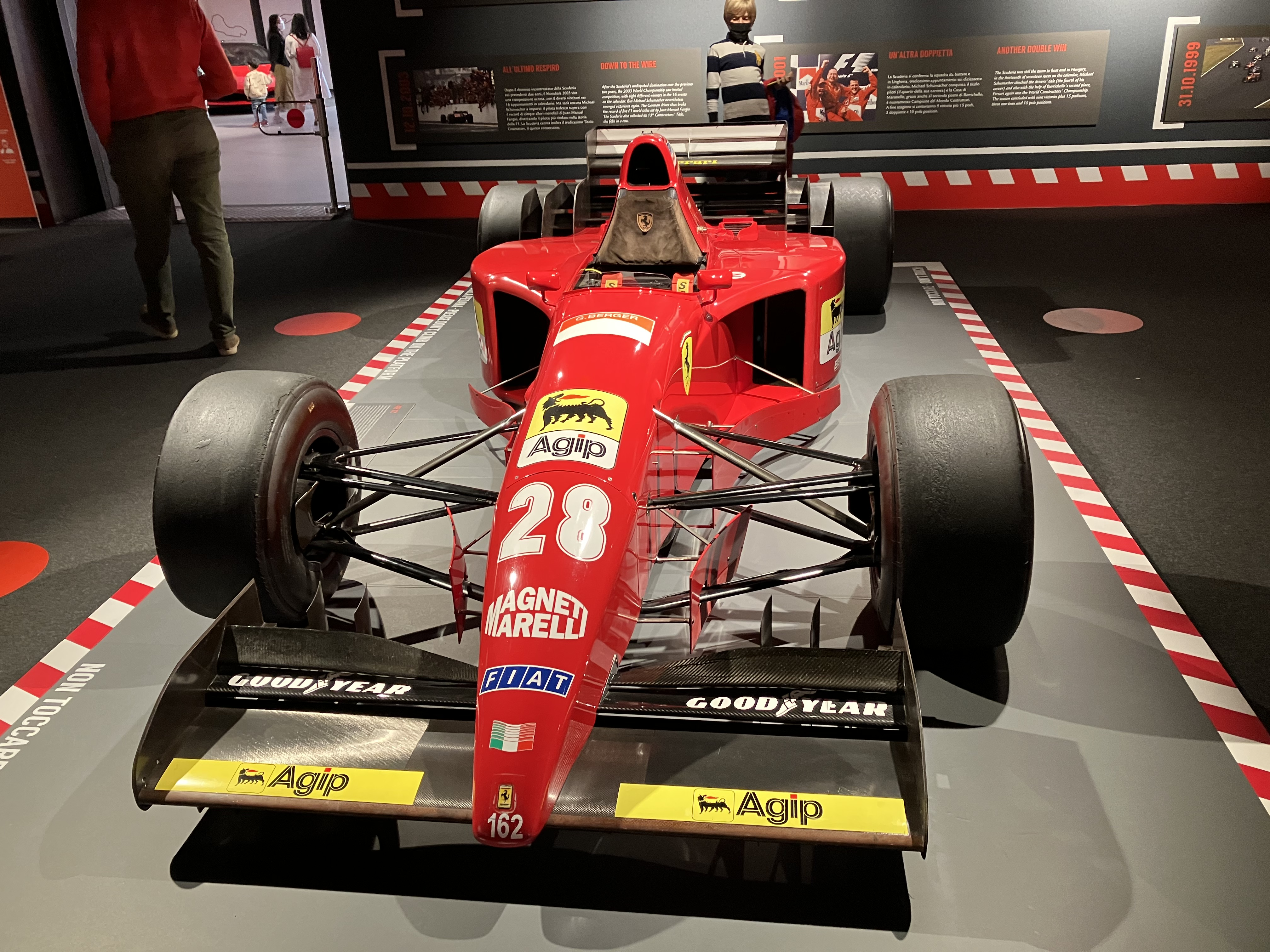
La Ferrari 412 T2 (ici exposée au musée Ferrari) est l'une des monoplaces ayant le plus d'évolutions pour le Grand Prix de Monaco.

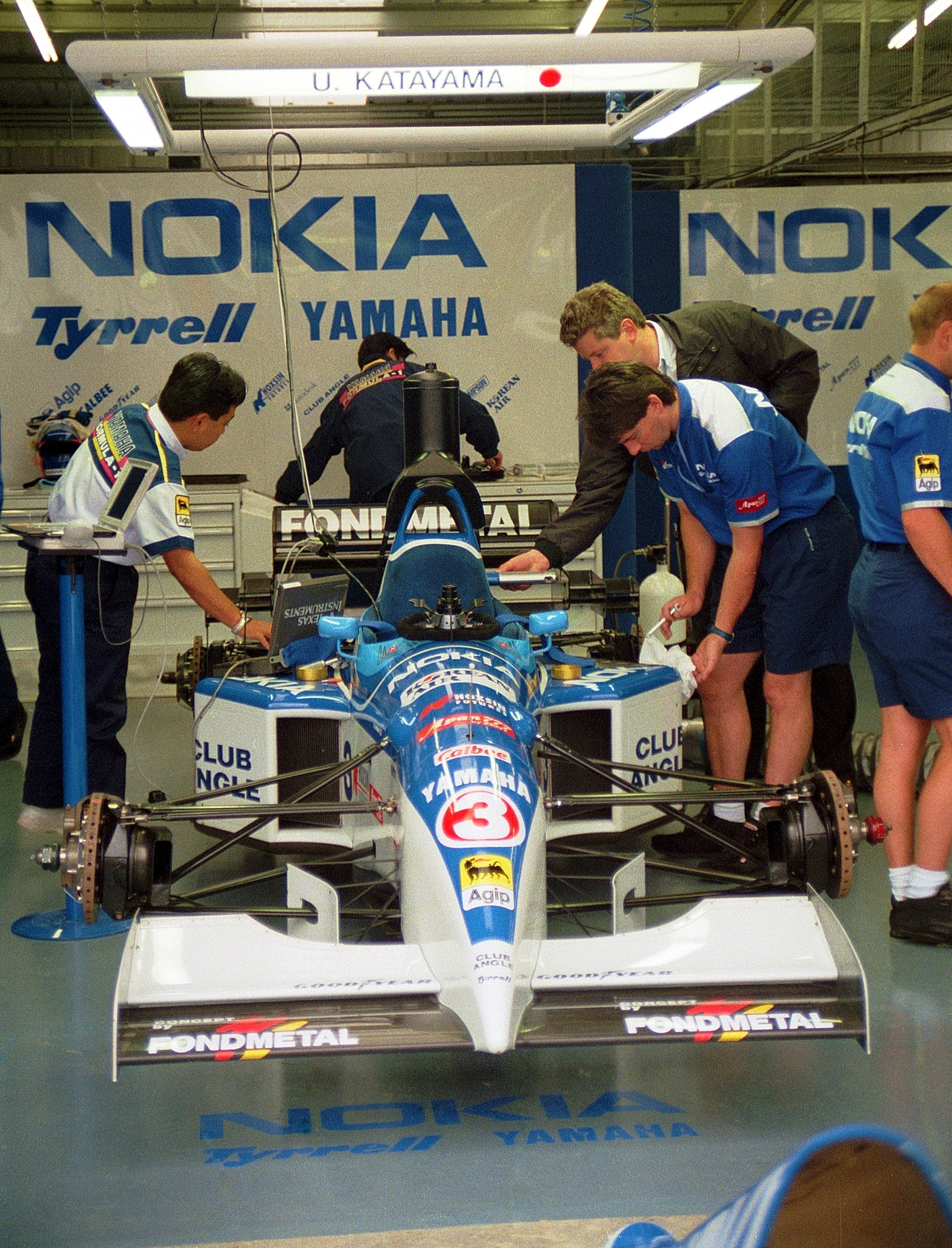
La Tyrrell 023 (ici à Silverstone en 1995) dispose d'une nouvelle suspension arrière hydropneumatique Hydrolink.

Les écuries configurent leurs monoplaces afin qu'elles génèrent un maximum d'appui aérodynamique pour convenir au tracé monégasque, qui se caractérise par une faible vitesse moyenne, des virages lents et une faible adhérence.
Benetton Formula pare l'arrière de sa B195 de petits ailerons fixés sur les triangles de suspension et de volets de 60 cm de hauteur. La monoplace de Michael Schumacher bénéficie d'une nouvelle monocoque, dotée d'une suspension avant et d'une direction assistée remaniées,,.
La Williams FW17 dispose d'un nouvel aileron avant et d'une suspension avant à point d'ancrage variable ; sa boîte de vitesses et son différentiel sont également fiabilisés.
La Scuderia Ferrari apporte de nombreuses évolutions à sa 412 T2, qui dispose pour l'occasion d'un moteur V12 plus souple et plus puissant. La monoplace est équipée d'un diffuseur modifié et d'un aileron arrière incurvé flanqué d'ailettes verticales de 30 cm de longueur afin de générer un maximum d'appui à l'arrière. La suspension arrière est également modifiée au niveau du triangle inférieur sur la voiture de Jean Alesi et sur le mulet de Gerhard Berger. Enfin, comme elle en a de coutume à Monaco, Ferrari apporte une deuxième monoplace de rechange, ce qui porte à quatre le nombre de châssis à sa disposition,.
Les Ligier JS41 et Sauber C14 sont équipées d'ailerons et d'un diffuseur modifiés ; la C14 est, en outre, allégée de quelques kilogrammes, son aileron arrière s'inspire de celui de la Ferrari 412 T2 et son extracteur central est courbé. La Footwork FA16 de l'écurie Arrows reçoit un large volet situé dans l'axe des roues afin de résoudre ses problèmes de déportance,.
La Tyrrell 023 dispose, pour la première fois, d'une suspension arrière hydropneumatique « Hydrolink » conçue par Jean-Claude Migeot : elle est composée de deux vérins hydrauliques rassemblés de façon coaxiale au poussoir,.
La Minardi M195 adopte un nouveau système d'échappement éprouvé en essais privés à Fiorano : celui-ci débouche sur le diffuseur et doit améliorer la puissance de son moteur V8 Ford-Cosworth,.
Pedro Diniz bénéficie d'une nouvelle monocoque sur sa Forti FG01-95, dont la masse est abaissée de quatre kilogrammes,.
Enfin, la Pacific PR02 est dotée d'un aileron central fixé sur son capot moteur, une solution inspirée de la McLaren MP4/10.

## Journée du jeudi

### Séance d'essais libres
| Pos. | Pilote             | Voiture          | Temps          | Écart     |
| ---- | ------------------ | ---------------- | -------------- | --------- |
| 1    | Jean Alesi         | Ferrari          | 1 min 25 s 457 | -         |
| 2    | Michael Schumacher | Benetton-Renault | 1 min 25 s 771 | + 0 s 314 |
| 3    | Damon Hill         | Williams-Renault | 1 min 25 s 832 | + 0 s 375 |
| 4    | Mika Häkkinen      | McLaren-Mercedes | 1 min 26 s 210 | + 0 s 753 |
| 5    | Mark Blundell      | McLaren-Mercedes | 1 min 26 s 536 | + 1 s 079 |
| 6    | Johnny Herbert     | Benetton-Renault | 1 min 27 s 170 | + 1 s 713 |

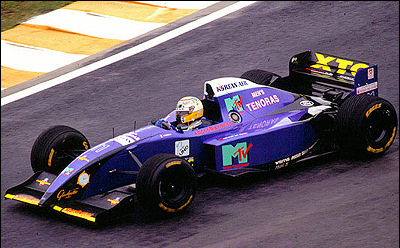
Domenico Schiattarella, sur Simtek-Ford, est seizième de la première séance d'essais libres à Monaco.

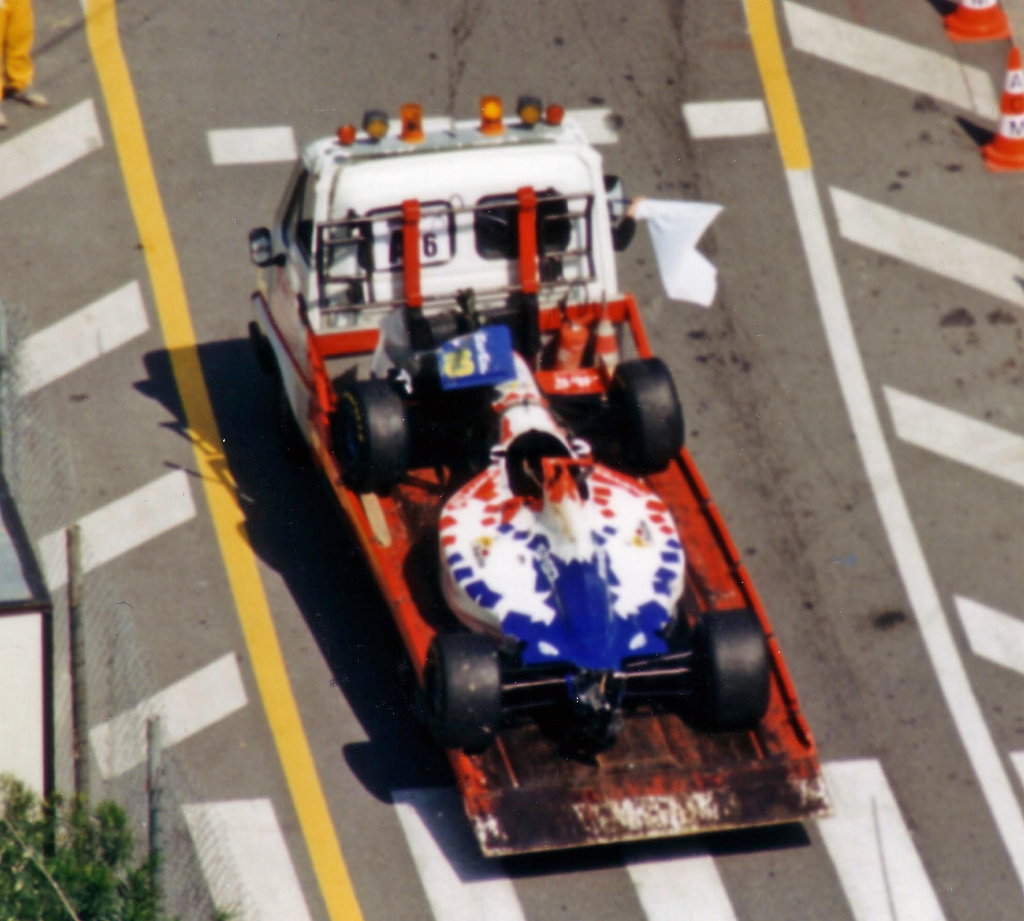
La Footwork FA16 de Taki Inoue est remorquée dans les stands après avoir été percutée par la voiture de sécurité pilotée par Jean Ragnotti lors de la séance d'essais libres du samedi matin.

La première séance d'essais libres du weekend de Grand Prix, d'une durée de 1 h 45 min, se déroule le jeudi 25 mai de 9 h 30 à 11 h 15. Chaque pilote peut effectuer un maximum de vingt-trois tours chronométrés lors de chaque séance.
Disputée sous un ciel dégagé et ensoleillé, la session est dominée par Jean Alesi (Ferrari), auteur du meilleur temps en 1 min 25 s 457. Il devance Michael Schumacher (Benetton-Renault) et Damon Hill (Williams-Renault) de trois dixièmes de seconde. Entre ces derniers et leurs coéquipiers se trouvent les deux pilotes McLaren-Mercedes, Mika Häkkinen et Mark Blundell. Neuvième, Gerhard Berger est plus lent de deux secondes que son équipier Alesi. Comme Schumacher se plaint du manque de maniabilité de sa monoplace, l'arrière est démonté pour effectuer des vérifications avant la première séance de qualifications,.
Dans le bas du classement, les pilotes Sauber ont joué de malchance : Heinz-Harald Frentzen, dix-huitième, perd son capot moteur lors d'un tour rapide. Son équipier Jean-Christophe Boullion, vingt-troisième, victime d'un accident similaire à celui de Karl Wendlinger en 1994, à hauteur de la Nouvelle Chicane, en sort indemne. Enfin, Jos Verstappen subit la pénurie de boîtes de vitesses qui frappe l'écurie Simtek puisqu'il casse la sienne après cinq tours et l'obtention du vingt-quatrième temps, quand Domenico Schiattarella est seizième.

### Séance de qualifications
| Pos. | Pilote             | Voiture          | Temps          | Écart     |
| ---- | ------------------ | ---------------- | -------------- | --------- |
| 1    | Jean Alesi         | Ferrari          | 1 min 23 s 754 | -         |
| 2    | Michael Schumacher | Benetton-Renault | 1 min 24 s 146 | + 0 s 392 |
| 3    | Gerhard Berger     | Ferrari          | 1 min 24 s 509 | + 0 s 755 |
| 4    | Damon Hill         | Williams-Renault | 1 min 24 s 659 | + 0 s 905 |
| 5    | Mika Häkkinen      | McLaren-Mercedes | 1 min 24 s 831 | + 1 s 077 |
| 6    | Johnny Herbert     | Benetton-Renault | 1 min 25 s 623 | + 1 s 869 |

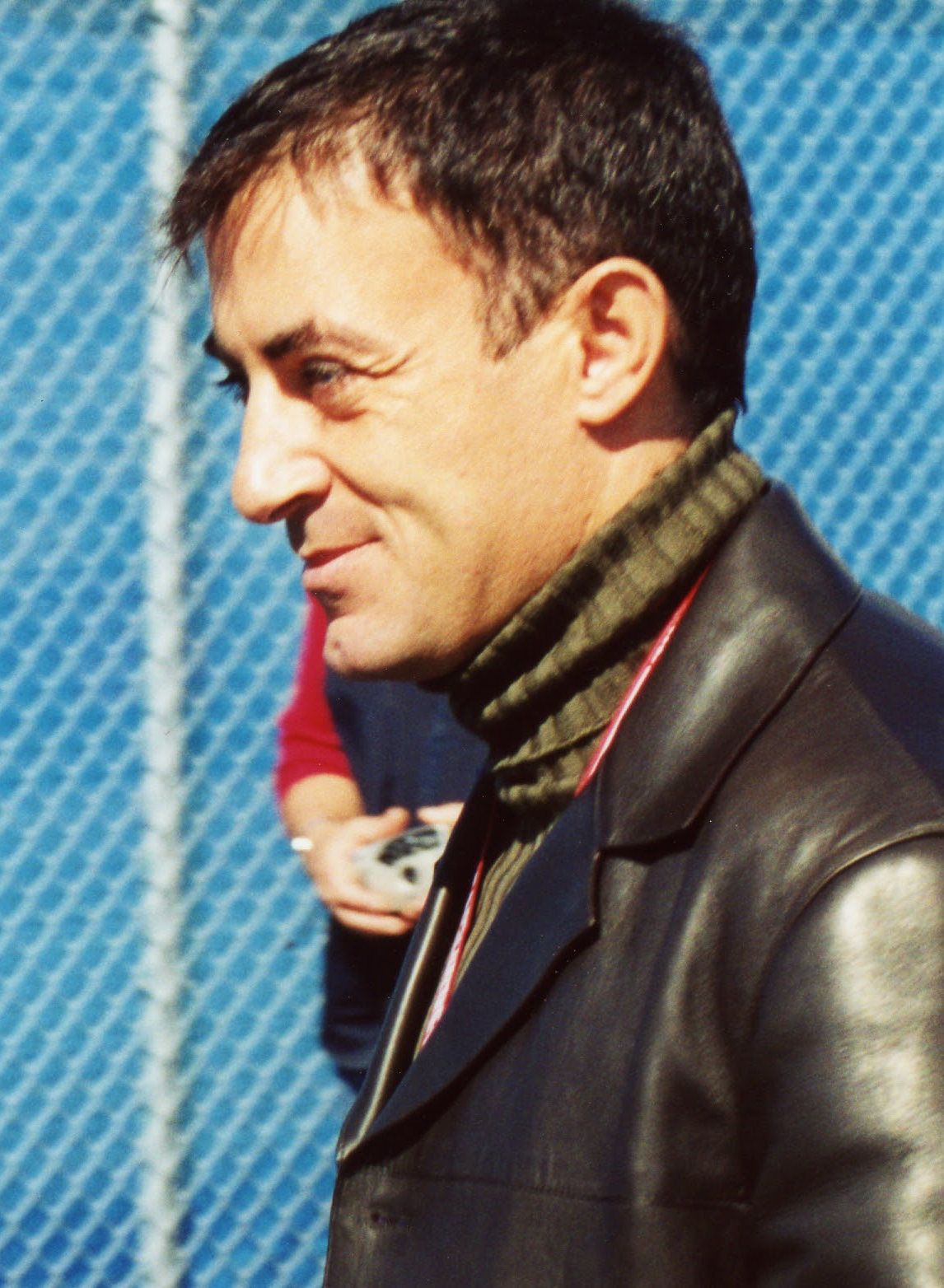
Jean Alesi (ici en 2001), auteur du meilleur temps lors de la première séance qualificative à Monaco.

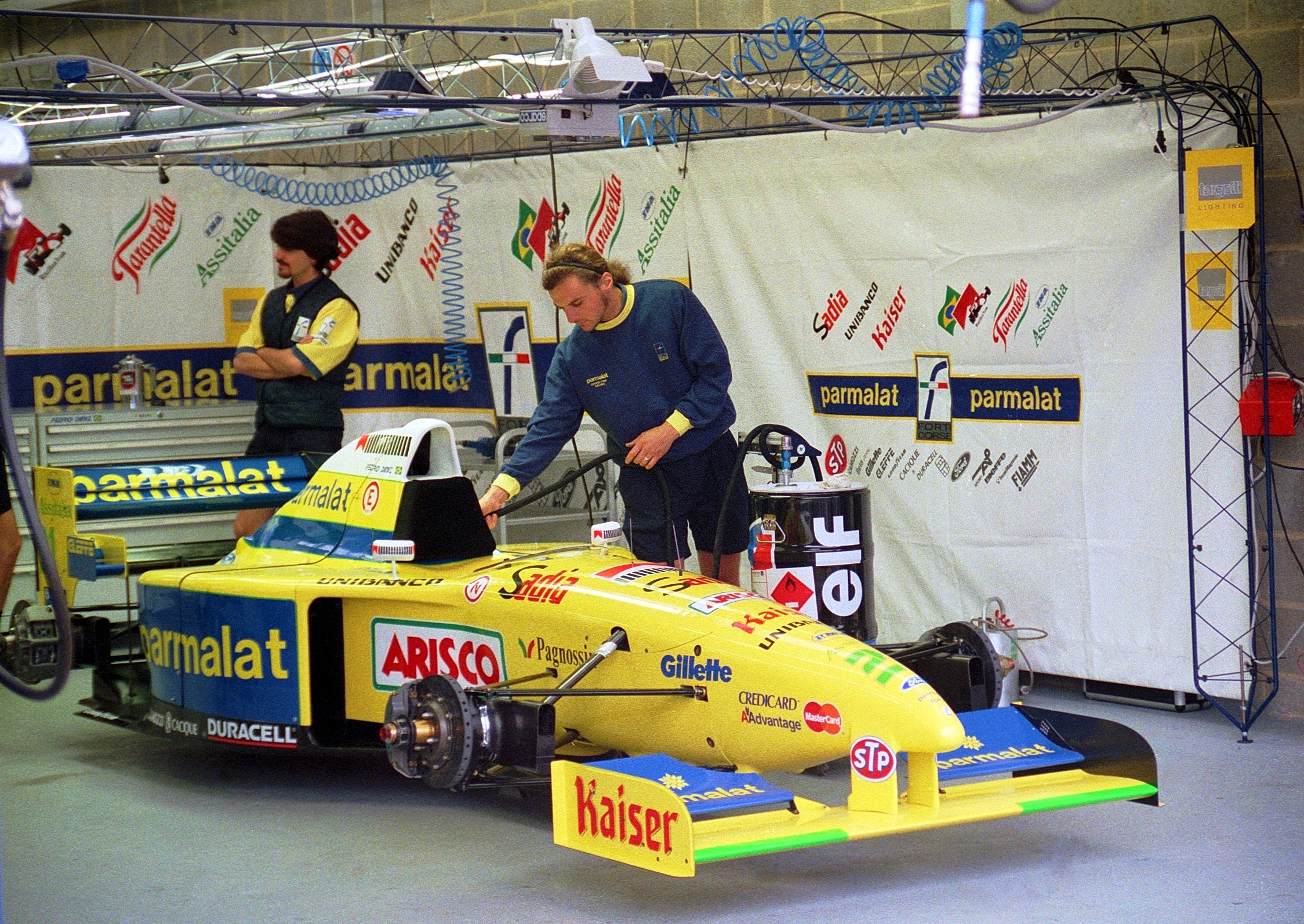
Roberto Moreno partage sa Forti FG01-95 (vue ici à Silverstone) avec Pedro Diniz lors de la séance de qualifications du jeudi après-midi.

La première séance de qualifications du weekend de Grand Prix, d'une durée de 1 h, se déroule le jeudi 25 mai de 13 h à 14 h. Chaque pilote peut effectuer un maximum de douze tours chronométrés lors de chaque séance.
Cette session, qui débute sous un temps menaçant et venteux, est interrompue pendant deux minutes par une forte averse après trente-cinq minutes. Jean Alesi, qui ne sort des stands qu'après trente minutes, le temps que ses concurrents nettoient la piste, s'empare de la pole position provisoire en 1 min 23 s 754. Le pilote Ferrari prend des risques pour compenser le manque de performance de sa monoplace et frôle les rails de sécurité à Sainte Dévote et dans le virage du Portier lors de son tour le plus rapide. Il commente son action en piste : « Ici, contrairement à la plupart des autres tracés, le pilote entre dans le résultat pour 60 % contre 40 % à la voiture parce que les qualités du châssis ne sont pas très importantes sur ce tourniquet. C'est plutôt le culot qui est nécessaire,. »
Dans l'autre Ferrari 412 T2, Gerhard Berger est troisième, à sept dixièmes de seconde : il impressionne les spectateurs en franchissant le virage du Casino à la manière de Gilles Villeneuve. L'Autrichien, gêné par son équipier dans son tour le plus rapide, estime qu'il aurait pu faire mieux. Les performances des pilotes de l'écurie italienne s'avèrent surprenantes car le moteur V12 Ferrari délivre moins de couple que ses rivaux ce qui reste un désavantage sur un tracé lent,.
Entre les deux Ferrari, Michael Schumacher (Benetton-Renault), deuxième à près de quatre dixièmes de seconde d'Alesi, ne parvient pas à améliorer son temps en fin de séance en raison des conditions d'humidité de la piste et ne réalise que neuf des douze tours autorisés. Son équipier Johnny Herbert est sixième à deux secondes de la pole position provisoire. Chez Williams, Damon Hill est quatrième, loin devant David Coulthard, onzième à 2,8 secondes d'Alesi : l'Écossais admet avoir encore besoin d'apprendre le circuit. Mika Häkkinen cinquième, confirme la bonne forme de McLaren-Mercedes entrevue aux essais, mais il est condamné à une amende de 10 000 dollars pour avoir ignoré la présence des drapeaux jaunes. Mark Blundell est huitième, mais il percute les barrières de sécurité avec sa MP4/10B à quelques minutes du terme de la séance,.
Heinz-Harald Frentzen, résident monégasque, impressionne au volant de sa modeste Sauber C14 en obtenant le septième temps provisoire. Lors d'un tour rapide, il se fait surprendre à la sortie du tunnel par une piste détrempée alors qu'elle était sèche auparavant ; il manque de taper le rail au niveau de la Nouvelle Chicane en empruntant la voie d'évacuation. Jean-Christophe Boullion, vingt-et-unième à quatre secondes de son équipier, déplore le manque d'adhérence de sa Sauber-Ford,. Chez Jordan, l'autre local de l'étape, l'Irlandais Eddie Irvine, est huitième et devance son équipier Rubens Barrichello, treizième. Entre eux s'intercalent Coulthard et les Ligier-Mugen-Honda de Martin Brundle et Olivier Panis, malgré un accident dans le virage de la Rascasse où le Britannique perd son aileron arrière. Les pilotes Arrows-Hart Gianni Morbidelli, quatorzième, et Taki Inoue, vingt-quatrième, sont également victimes d'un accident en raison de la pluie. Luca Badoer et Pierluigi Martini (Minardi-Ford) occupent les quinzième et seizième places provisoires, juste devant les Tyrrell-Yamaha de Mika Salo et Ukyo Katayama qui pâtissent d'une mauvaise tenue de route sur les bosses et de problèmes de sous-virage.
En queue de peloton, Domenico Schiattarella (Simtek-Ford) partage sa S951 avec Jos Verstappen pour établir respectivement les vingtième et dix-neuvième temps, car la boîte de vitesses de la monoplace de Verstappen dysfonctionne toujours. Schiattarella part en tête-à-queue à la Rascasse et tente de reprendre sa trajectoire à l'entrée aveugle du virage, manquant de percuter la Forti FG01-95 de Roberto Moreno ; il écope d'une amende de 20 000 dollars et de trois courses de sursis pour « avoir créé une situation très dangereuse ». Verstappen a ensuite pris le volant de la Simtek mais il percute le rail de sécurité : les deux pilotes parcourent seulement neuf tours lors de cette séance. Derrière Jean-Christophe Boullion et relégué à six secondes du meilleur temps, Andrea Montermini (Pacific-Ford) réalise le vingt-deuxième temps, devant Moreno qui a dû partager sa Forti-Ford avec Pedro Diniz victime d'une panne de boîte de vitesses. Diniz, vingt-cinquième, est quatre secondes plus lent que son coéquipier. Vingt-sixième provisoire et dernier, Bertrand Gachot ne réalise aucun temps : lors de son premier tour de piste, la roue arrière gauche s'est détachée de sa Pacific PR02, conséquence d'un disque de frein cisaillé.

## Journée du samedi

### Séance d'essais libres
| Pos. | Pilote          | Voiture            | Temps          | Écart     |
| ---- | --------------- | ------------------ | -------------- | --------- |
| 1    | Damon Hill      | Williams-Renault   | 1 min 23 s 468 | -         |
| 2    | Jean Alesi      | Ferrari            | 1 min 24 s 252 | + 0 s 784 |
| 3    | David Coulthard | Williams-Renault   | 1 min 24 s 491 | + 1 s 023 |
| 4    | Mika Häkkinen   | McLaren-Mercedes   | 1 min 24 s 540 | + 1 s 072 |
| 5    | Gerhard Berger  | Ferrari            | 1 min 24 s 887 | + 1 s 419 |
| 6    | Olivier Panis   | Ligier-Mugen-Honda | 1 min 25 s 115 | + 1 s 647 |

La seconde séance d'essais libres du weekend de Grand Prix, d'une durée de 1 h 45 min, se déroule le samedi 27 mai de 9 h 30 à 11 h 15. Elle se dispute sous un temps chaud et ensoleillé.
Damon Hill (Williams) se montre le plus rapide, avec un temps de référence en 1 min 23 s 468, jusqu'alors le tour le plus rapide du weekend de Grand Prix. Il devance d'environ huit dixièmes de seconde Jean Alesi (Ferrari) qui domine David Coulthard (Williams), Mika Häkkinen (McLaren), Gerhard Berger (Ferrari) et Olivier Panis (Ligier). Michael Schumacher, septième sur Benetton, ne boucle que onze tours : il endommage la suspension de sa B195 en heurtant la Sauber C14 de Heinz-Harald Frentzen à la sortie du virage du Casino. Le champion du monde en titre, dont la séance est gâchée, attend son rival aux stands pour s'expliquer lors d'un échange houleux. Plus tard dans la séance, Frentzen, quinzième des essais, perd le contrôle de sa monoplace au freinage du virage Massenet et percute violemment le rail de sécurité au point de trouer sa monocoque. Mark Blundell, treizième, abîme également sa McLaren MP4/10B à la Rascasse mais les dégâts sont moindres,,.
L'accident majeur du Grand Prix de Monaco se produit à l'issue de cette seconde séance d'essais libres. Lors de cette session, le moteur Hart de la Footwork FA16 de Taki Inoue cale, l'obligeant à se garer sur le bas-côté du virage de Mirabeau. À la fin de la séance, une dépanneuse se rend sur place et remorque la monoplace jusqu'à la voie des stands, avec Inoue à bord, harnais de sécurité dégrafé. Dans le même temps, le pilote de rallye Jean Ragnotti, accompagné de l'attaché de presse de la Fédération internationale de l'automobile, effectue un tour de démonstration au volant de la voiture de sécurité, une Renault Clio Maxi. Comme les commissaires de piste n'étant plus en poste, Ragnotti ignore la présence de la dépanneuse et heurte, par l'arrière-gauche, la monoplace d'Inoue dans le virage de la Piscine. Le Japonais est violemment éjecté de sa monoplace et une partie de son casque se casse en tombant au sol ; l'arceau de sécurité de la Footwork FA16, retournée, est arraché par le câble de remorquage et l'arrière de la monoplace et sa boite de vitesses sont également gravement endommagées. Inoue est transféré au Centre hospitalier Princesse-Grace où des examens médicaux révèlent une légère commotion cérébrale,,.
Jackie Oliver, le directeur de l'écurie Arrows, dépose une plainte officielle à l'Automobile Club de Monaco, l'organisateur du Grand Prix. Il estime que son pilote aurait pu être tué s'il n'avait pas porté son casque. En outre, il met en cause l'Automobile Club de Monaco et Jean Ragnotti : « Pourquoi Ragnotti était-il là-bas ? C'est clairement un manque de discipline. Je comprends qu'il avait effectué auparavant quelques tours à un million de kilomètres à l'heure en prenant au frein à main l'épingle du Loews. » Les commissaires reconnaissent tacitement qu'Inoue n'est pas responsable de cet accident en l'autorisant symboliquement à utiliser sa monoplace de rechange lors des qualifications du samedi après-midi. Néanmoins, Inoue n'y prendra pas part,.

### Séance de qualifications
| Pos. | Pilote             | Voiture          | Temps          | Écart     |
| ---- | ------------------ | ---------------- | -------------- | --------- |
| 1    | Damon Hill         | Williams-Renault | 1 min 21 s 952 | -         |
| 2    | Michael Schumacher | Benetton-Renault | 1 min 22 s 742 | + 0 s 790 |
| 3    | David Coulthard    | Williams-Renault | 1 min 24 s 509 | + 1 s 157 |
| 4    | Gerhard Berger     | Ferrari          | 1 min 23 s 220 | + 1 s 268 |
| 5    | Mika Häkkinen      | McLaren-Mercedes | 1 min 23 s 857 | + 1 s 905 |
| 6    | Johnny Herbert     | Benetton-Renault | 1 min 23 s 885 | + 1 s 933 |

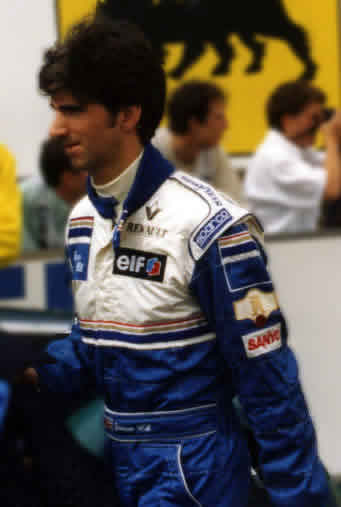
Damon Hill (ici en juillet 1995) obtient la pole position avec une avance confortable de huit dixièmes de seconde sur Michael Schumacher, deuxième des qualifications.

La seconde séance de qualifications du weekend, d'une durée de 1 h, se déroule le samedi 27 mai de 13 h à 14 h, dans des conditions chaudes et ensoleillées. La piste ayant gagné en adhérence au fil du temps, la quasi-totalité des pilotes améliorent leur temps,.
Olivier Panis et Martin Brundle (Ligier-Mugen-Honda) sont les premiers à réaliser un tour rapide lors de cette séance, avant d'être rejoints par les pilotes des écuries de pointe. Au bout de vingt minutes, Michael Schumacher s'empare de la pole position provisoire, en 1 min 23 s 139. Cinq minutes plus tard, Damon Hill (Williams-Renault) améliore son temps de la veille, en 1 min 23 s 294. À la trente-troisième minute, le pilote Benetton améliore en 1 min 22 s 742 ; Hill réplique en 1 min 22 s 115 puis 1 min 21 s 952 et s'adjuge définitivement la pole position lors de son dernier relais. Le pilote Williams réalise le meilleur temps dans les trois secteurs du circuit. Schumacher ne parvient pas à améliorer sa performance lors de sa dernière sortie malgré l'ajout d'appui sur l'aileron arrière de sa monoplace. L'Allemand déplore que sa Benetton B195, dont une barre de suspension est abîmée, soit moins maniable depuis son accrochage avec Heinz-Harald Frentzen le matin. Hill est heureux de sa prestation et fait référence à l'élogieux passé de son père, Graham, sur le tracé monégasque : « J'ai fait un tour presque parfait. Une journée comme celle-là est plutôt rare : nous avons effectué de nombreux changements de réglage depuis ce matin, et chaque changement nous faisait progresser. Vraiment, c'est le genre de jour qui vous procure un sentiment fantastique. En plus, nous avons tiré le maximum de nos pneus, et j'ai eu un tour clair. Tout était parfait. Bien sûr, j'aimerais que le nom Hill remporte Monaco une sixième fois. Ce n'est pas la même personne, mais c'est la même famille. Cela me fait quelque chose d'y penser,,,. »
Derrière les deux hommes de tête, la Scuderia Ferrari s'est montrée incapable de conserver la pole position de Jean Alesi obtenue lors de la première séance qualificative. La monoplace du Français s'immobilise lors de son premier tour rapide en raison d'une perte de pression hydraulique. Les commissaires de piste ayant poussé sa voiture jusqu'à la voie des stands, Alesi n'est plus autorisé à la piloter et doit emprunter la 412 T2 de Gerhard Berger puisqu'il est interdit d'utiliser les mulets en qualifications. Ainsi, l'Autrichien, troisième sur la grille, n'a réalisé que trois relais de trois tours au lieu de quatre, avant de laisser sa monoplace à son équipier. Les mécaniciens adaptent le pédalier aux dimensions de l'Avignonnais qui ne dispose que deux minutes et trente-huit secondes en piste. Alesi ne boucle qu'un seul tour rapide, mais son effort est gâché par un accident d'Eddie Irvine au Bureau de Tabac. N'ayant pas amélioré son temps du jeudi, il se contente de la cinquième place sur la grille,.
Les déboires de Ferrari permettent à David Coulthard (Williams-Renault) d'améliorer sa performance alors qu'il se familiarise avec le circuit : en 1 min 23 s 109, il prend la troisième place des qualifications. Mika Häkkinen (McLaren-Mercedes), lui aussi désavantagé par l'accident d'Irvine en fin de séance, est sixième, devant le second pilote Benetton, Johnny Herbert qui rend une seconde au tour à Michael Schumacher. Sur Ligier-Mugen-Honda, Martin Brundle se qualifie en huitième position, devant Irvine (Jordan-Peugeot). Dans la seconde McLaren MP4/10B, Mark Blundell clôt le top dix, malgré un passage dans une échappatoire après avoir raté son freinage au virage de Sainte Dévote,.
Rubens Barrichello, systématiquement dominé par Eddie Irvine en qualifications depuis le début de la saison, est onzième, devant la Ligier d'Olivier Panis, gêné par le trafic, et l'Arrows-Hart de Gianni Morbidelli. Chez Sauber, Heinz-Harald Frentzen, à l'image d'Alesi, est censé utiliser la monoplace de son coéquipier puisque les dommages de sa voiture sont trop importants pour être réparés, mais Jean-Christophe Boullion percute le rail au virage Massenet. L'Allemand ne peut pas participer à la séance et se contente du quatorzième rang sur la grille, tandis que le Français, malgré un gain de trois secondes, n'est que dix-neuvième. Entre eux se trouvent les pilotes Tyrrell-Yamaha, mis en difficulté par le trafic et les bosses du circuit, et Minardi-Ford : Ukyo Katayama, Luca Badoer, Mika Salo et Pierluigi Martini — mécontent de la répartition de freinage de sa M195 —,.
En fond de grille, Domenico Schiattarella (Simtek-Ford) bat son équipier Jos Verstappen en qualifications pour la première fois de la saison en s'emparant de la vingtième position. Verstappen, vingt-troisième, n'améliore pas son temps de jeudi à cause d'un autre accident et de persistants problèmes de boîte de vitesses. Chez Pacific-Ford, Bertrand Gachot est vingt-et-unième tandis qu'Andrea Montermini, vingt-cinquième à neuf secondes et demi de la pole position, ne participe pas aux qualifications, en raison d'une panne de boîte de vitesses. Comme jeudi, Pedro Diniz, vingt-deuxième, partage sa Forti-Ford avec Roberto Moreno, vingt-quatrième. Enfin, Taki Inoue (Arrows-Hart), forfait, prend la dernière place qualificative,.

## Grille de départ
Les monoplaces sont installées sur la grille de départ deux par deux. La pole position est à droite, sur le côté sale de la piste, le premier virage tournant à droite.
| Pos. | No | Pilote                   | Écurie             | Temps Q1        | Temps Q2       | Écart     |
| ---- | -- | ------------------------ | ------------------ | --------------- | -------------- | --------- |
| 1    | 5  | Damon Hill               | Williams-Renault   | 1 min 24 s 659  | 1 min 21 s 952 | -         |
| 2    | 1  | Michael Schumacher       | Benetton-Renault   | 1 min 24 s 146  | 1 min 22 s 742 | + 0 s 790 |
| 3    | 6  | David Coulthard          | Williams-Renault   | 1 min 26 s 556  | 1 min 23 s 109 | + 1 s 157 |
| 4    | 28 | Gerhard Berger           | Ferrari            | 1 min 24 s 509  | 1 min 23 s 220 | + 1 s 268 |
| 5    | 27 | Jean Alesi               | Ferrari            | 1 min 23 s 754  | 1 min 24 s 023 | + 1 s 802 |
| 6    | 8  | Mika Häkkinen            | McLaren-Mercedes   | 1 min 24 s 831  | 1 min 23 s 857 | + 1 s 905 |
| 7    | 2  | Johnny Herbert           | Benetton-Renault   | 1 min 25 s 623  | 1 min 23 s 885 | + 1 s 933 |
| 8    | 25 | Martin Brundle           | Ligier-Mugen-Honda | 1 min 26 s 457  | 1 min 24 s 447 | + 2 s 495 |
| 9    | 15 | Eddie Irvine             | Jordan-Peugeot     | 1 min 26 s 447  | 1 min 24 s 857 | + 2 s 905 |
| 10   | 7  | Mark Blundell            | McLaren-Mercedes   | 1 min 26 s 017  | 1 min 24 s 933 | + 2 s 981 |
| 11   | 14 | Rubens Barrichello       | Jordan-Peugeot     | 1 min 26 s 787  | 1 min 25 s 081 | + 3 s 129 |
| 12   | 26 | Olivier Panis            | Ligier-Mugen-Honda | 1 min 26 s 579  | 1 min 25 s 125 | + 3 s 173 |
| 13   | 9  | Gianni Morbidelli        | Arrows-Hart        | 1 min 26 s 828  | 1 min 25 s 447 | + 3 s 495 |
| 14   | 30 | Heinz-Harald Frentzen    | Sauber-Ford        | 1 min 25 s 661  | Pas de temps   | + 3 s 709 |
| 15   | 3  | Ukyo Katayama            | Tyrrell-Yamaha     | 1 min 28 s 439  | 1 min 25 s 808 | + 3 s 856 |
| 16   | 24 | Luca Badoer              | Minardi-Ford       | 1 min 27 s 615  | 1 min 25 s 969 | + 4 s 017 |
| 17   | 4  | Mika Salo                | Tyrrell-Yamaha     | 1 min 28 s 123  | 1 min 26 s 473 | + 4 s 521 |
| 18   | 23 | Pierluigi Martini        | Minardi-Ford       | 1 min 27 s 714  | 1 min 26 s 913 | + 4 s 961 |
| 19   | 29 | Jean-Christophe Boullion | Sauber-Ford        | 1 min 30 s 014  | 1 min 27 s 145 | + 5 s 193 |
| 20   | 11 | Domenico Schiattarella   | Simtek-Ford        | 1 min 29 s 439  | 1 min 28 s 337 | + 6 s 385 |
| 21   | 16 | Bertrand Gachot          | Pacific-Ford       | 13 min 33 s 570 | 1 min 29 s 039 | + 7 s 087 |
| 22   | 21 | Pedro Diniz              | Forti-Ford         | 1 min 34 s 963  | 1 min 29 s 244 | + 7 s 292 |
| 23   | 12 | Jos Verstappen           | Simtek-Ford        | 1 min 29 s 391  | 1 min 30 s 015 | + 7 s 439 |
| 24   | 22 | Roberto Moreno           | Forti-Ford         | 1 min 30 s 461  | 1 min 29 s 608 | + 7 s 656 |
| 25   | 17 | Andrea Montermini        | Pacific-Ford       | 1 min 30 s 149  | Pas de temps   | + 8 s 197 |
| 26   | 10 | Taki Inoue               | Arrows-Hart        | 1 min 31 s 542  | Pas de temps   | + 9 s 590 |

## Warm up
| Pos. | Pilote             | Voiture          | Temps          | Écart     |
| ---- | ------------------ | ---------------- | -------------- | --------- |
| 1    | Jean Alesi         | Ferrari          | 1 min 24 s 356 | -         |
| 2    | Gerhard Berger     | Ferrari          | 1 min 25 s 014 | + 0 s 658 |
| 3    | Michael Schumacher | Benetton-Renault | 1 min 25 s 230 | + 0 s 874 |
| 4    | Mika Häkkinen      | McLaren-Mercedes | 1 min 25 s 246 | + 0 s 890 |
| 5    | Johnny Herbert     | Benetton-Renault | 1 min 26 s 480 | + 2 s 124 |
| 6    | Damon Hill         | Williams-Renault | 1 min 26 s 768 | + 2 s 412 |

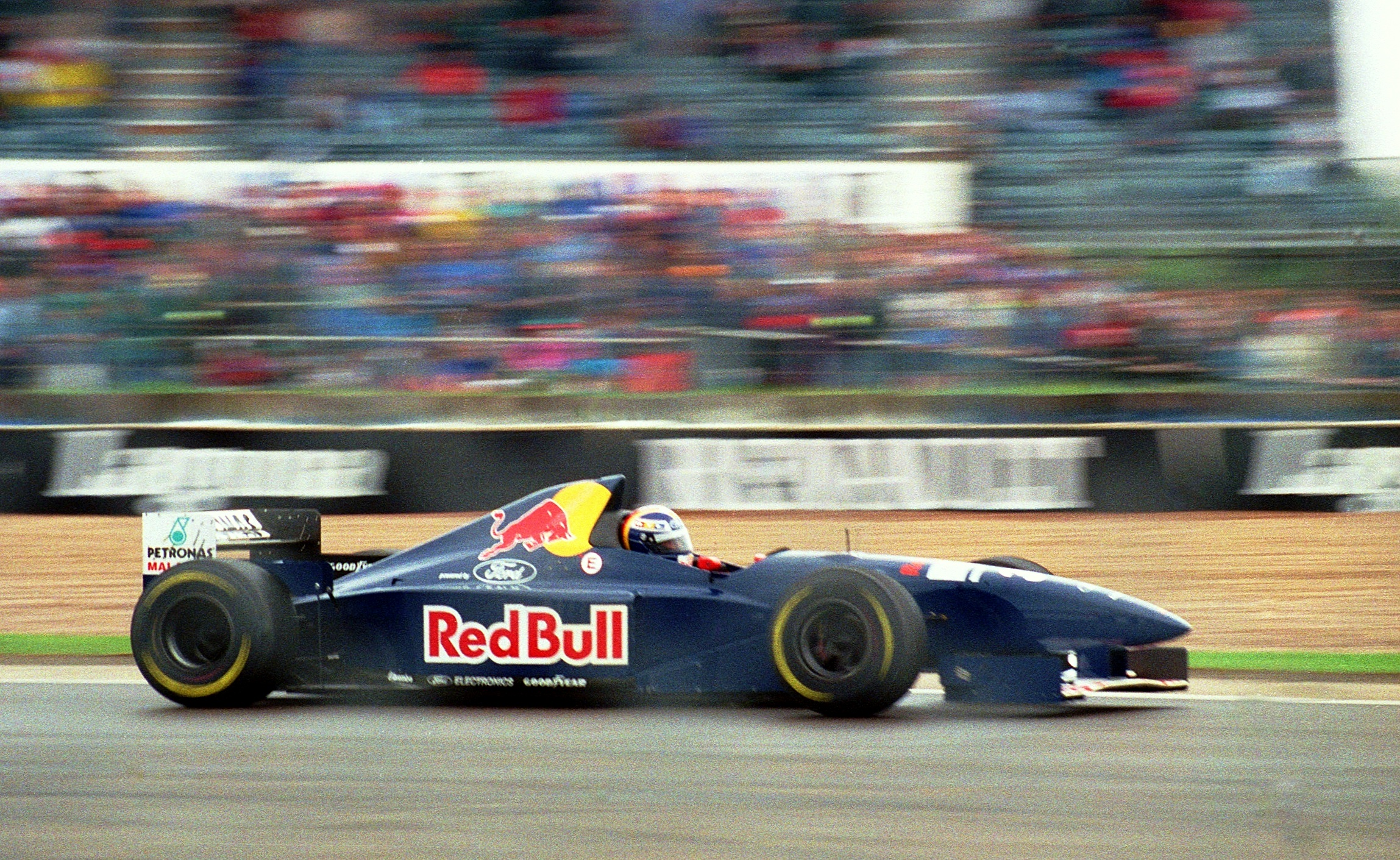
Heinz-Harald Frentzen, sur Sauber-Ford C14 (ici à Silverstone), bénéficie d'une monoplace de rechange pour le reste du Grand Prix de Monaco.

La session d'échauffement, d'une durée de trente minutes, se déroule le dimanche matin, 28 mai, de 11 h à 11 h 30 sous un temps clair et chaud,.
Jean Alesi mène la séance avec un meilleur temps établi en 1 min 24 s 356, juste devant son équipier Gerhard Berger. Les pilotes Ferrari ont conduit leur monoplace habituelle et leur mulet. Michael Schumacher est troisième, devant Mika Häkkinen, Johnny Herbert et Damon Hill, à deux secondes d'Alesi, qui s'inquiète des problèmes de sous-virage dont souffre désormais sa Williams-Renault, notamment dans les virages lents du circuit. Son équipier David Coulthard réalisant le onzième temps, l'écurie britannique, préoccupée par le manque de rythme de ses monoplaces et qui prévoyait une stratégie à un arrêt, opte dès lors pour deux ravitaillements en course en espérant que les FW17 se comporteront mieux avec moins de carburant embarqué,.
Heinz-Harald Frentzen, dont la monoplace est irréparable, prend part à l'échauffement avec le mulet. Le pilote Sauber est quatorzième à plus de 3,6 secondes du meilleur temps, devançant de près de trois secondes Jean-Christophe Boullion, dont la voiture a pu être réparée. Les mécaniciens de l'écurie suisse assemblent en hâte, par précaution, une seconde C14 de rechange pour Frentzen,. Chez Jordan-Peugeot, les mécaniciens ont également réparé la 195 d'Eddie Irvine, huitième à 2,5 secondes d'Alesi. Rubens Barrichello, quinzième, est victime d'une jante cassée. Enfin, le pilote Arrows Taki Inoue est autorisé à participer à l'échauffement à bord de la Footwork FA16 de rechange : il se contente du vingt-sixième et dernier temps, à près de dix secondes de la référence.

## Course

### Déroulement de l'épreuve

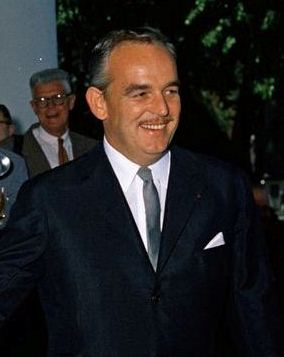
Chaque année, le prince Rainier III (ici en 1961) assiste au Grand Prix de Monaco.

Comme de coutume à Monaco, le départ de la course est donné à 15 h 30 afin de permettre au prince Rainier III et à sa famille de déjeuner avant d'assister à l'épreuve depuis la loge située devant la ligne d'arrivée. La course se déroule devant 48 000 spectateurs, dans des conditions chaudes et ensoleillées, avec une température de 23 °C.
Lors du tour de mise en grille, une fuite d'huile est détectée sur la Sauber-Ford de Heinz-Harald Frentzen qui utilise dès lors le mulet assemblé à temps pour le départ.
Damon Hill et Michael Schumacher prennent un bon départ. Juste derrière, alors que Jean Alesi tente de se faufiler entre le rail de sécurité et la Williams-Renault de David Coulthard, les deux monoplaces se heurtent et leurs roues s'engrènent ; celle de Coulthard décolle sur la roue avant-gauche de la Ferrari d'Alesi et retombe, à contre-sens, avec une suspension cassée. Sur l'autre Ferrari, Gerhard Berger percute son équipier. Si le reste du peloton, mené par Martin Brundle (Ligier-Mugen-Honda), se fraye un chemin parmi les voitures immobilisées, Eddie Irvine (Jordan-Peugeot) casse son aileron avant et Jean-Christophe Boullion (Sauber-Ford) son diffuseur. Deux groupes, l'un composé d'Ukyo Katayama, Mika Salo (Tyrrell-Yamaha) et Gianni Morbidelli (Arrows-Hart), l'autre de Jos Verstappen et de Domenico Schiattarella (Simtek-Ford), s'accrochent et s'arrêtent en piste ; le premier virage étant totalement obstrué, la course est arrêtée sur présentation du drapeau rouge et un second départ annoncé,,,.
Coulthard, Berger et Alesi, dont les voitures sont trop endommagées, sont contraints de piloter leurs monoplaces de rechange. Celle de Berger, propulsée par un moteur de spécification antérieure à celle d'Alesi, délivre moins de puissance. L'accélérateur de la Williams de Coulthard est reconfiguré à la hâte. La Jordan 195 d'Irvine et la Sauber C14 de Boullion sont réparées, les autres pilotes bloqués au premier virage parviennent à redémarrer, à l'exception de Mika Salo et Domenico Schiattarella. Le moteur Yamaha de la Tyrrell du Finlandais ayant surchauffé, ce qui oblige Salo à prendre le second départ au volant de son mulet depuis la voie des stands. La Simtek S951 de Schiattarella est endommagée par les commissaires de piste lorsqu'ils l'ont déplacé : faute d'autre monoplace, l'Italien ne prend pas le second départ. Enfin, lors du nouveau tour de formation, son équipier Jos Verstappen abandonne sur défaillance de sa boîte de vitesses ; sa voiture est poussée par les commissaires de piste vers la voie des stands,,.

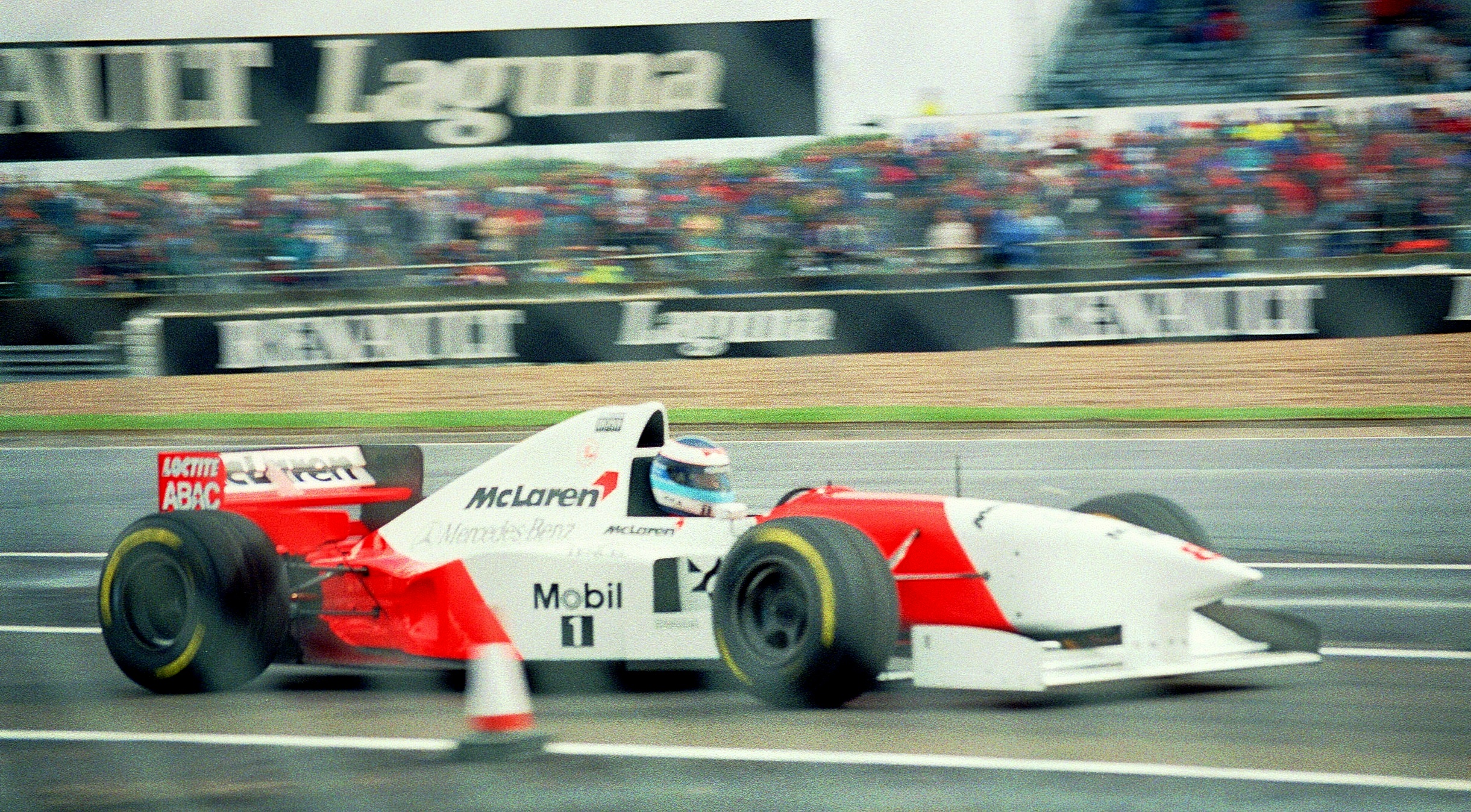
Mika Häkkinen, sur McLaren MP410B-Mercedes, abandonne sur panne moteur après neuf tours.

Après vingt-cinq minutes d'interruption, la course redémarre sans incident majeur, hormis un accrochage entre Gianni Morbidelli (Arrows-Hart) et Ukyo Katayama (Tyrrell-Yamaha), dont l'aileron avant en ressort légèrement endommagé. Hill et Schumacher s'échappent en tête et sont séparés d'une demi-seconde à la fin du premier tour, tandis que Coulthard, incapable de suivre le rythme, devance les Ferrari d'Alesi et Berger, Johnny Herbert (Benetton-Renault) et Mika Häkkinen (McLaren-Mercedes). Ce groupe est relégué à près de six secondes des meneurs dès le cinquième tour. Une boucle plus loin, Morbidelli s'arrête aux stands car sa Footwork FA16 souffre de vibrations : une corde d'attache d'une couverture chauffante de pneumatiques est restée coincée à l'une de ses roues arrière ; il repart dernier. Au neuvième tour, Häkkinen s'arrête à Sainte-Dévote, le moteur Mercedes de sa McLaren MP4/10B en panne en raison d'un problème sur les cannelures d'entraînement de la pompe de carburant. Au tour suivant, au même endroit, Roberto Moreno (Forti-Ford) perd le contrôle de sa monoplace à cause d'une fuite de liquide de frein,.

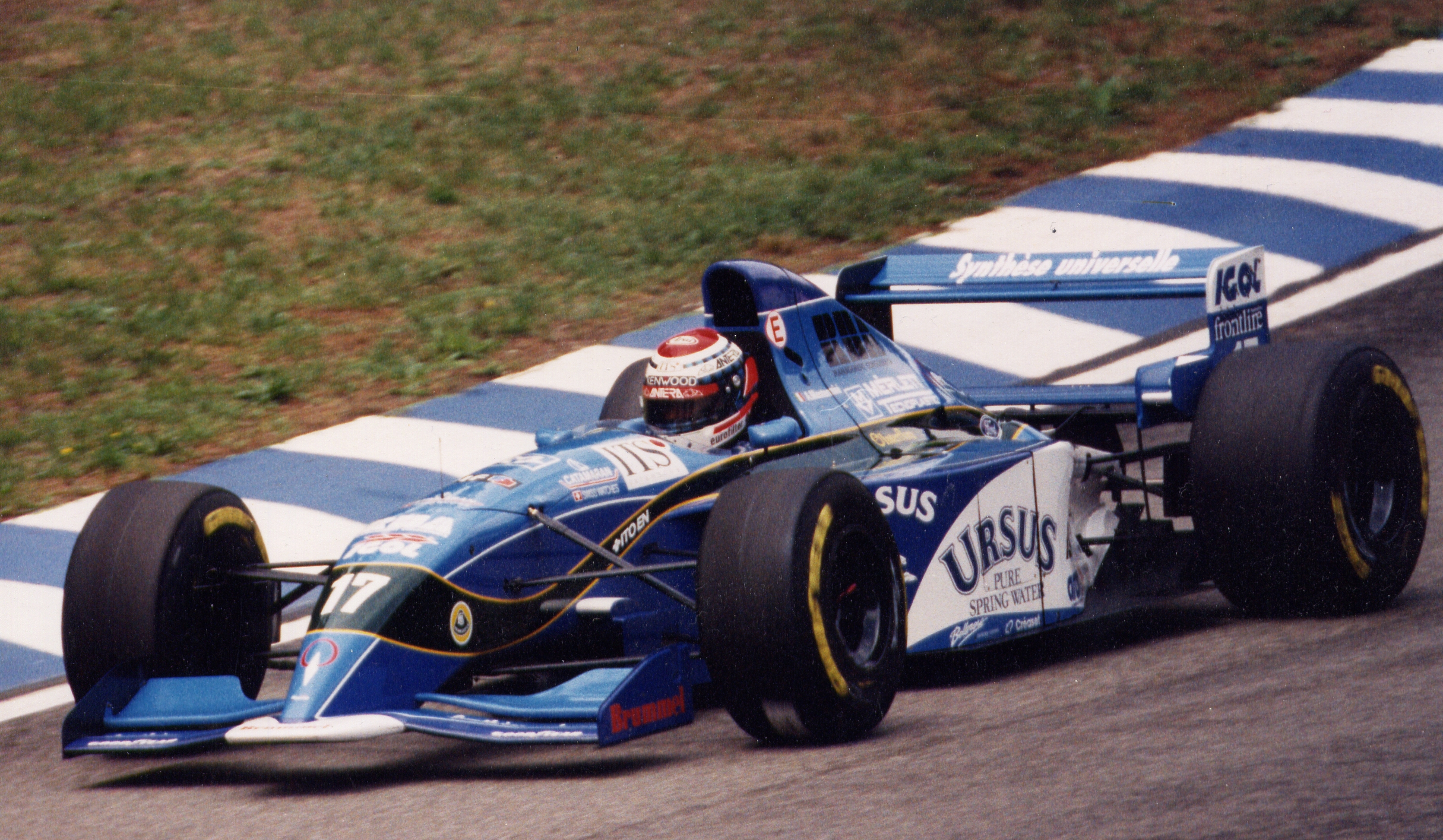
Andrea Montermini, sur Pacific-Ford, est disqualifié pour ne pas avoir observé sa pénalité, infligée à la suite d'un faux départ, dans les trois tours réglementaires.

L'épreuve monégasque est la troisième de l'histoire pour laquelle les monoplaces sont équipées de capteurs électroniques destinés à contrôler leur départ en course. Dès lors, entre le douzième et le seizième tour, six pilotes écopent d'un stop-and-go de dix secondes pour avoir anticipé le second départ. Rubens Barrichello, Martin Brundle, Heinz-Harald Frentzen, Gianni Morbidelli et Olivier Panis rejoignent les stands dans les trois tours règlementaires pour purger leur sanction, au point de créer une file d'attente dans la voie des stands. Andrea Montermini est disqualifié au vingt-quatrième tour pour n'avoir pas respecté sa pénalisation,,.

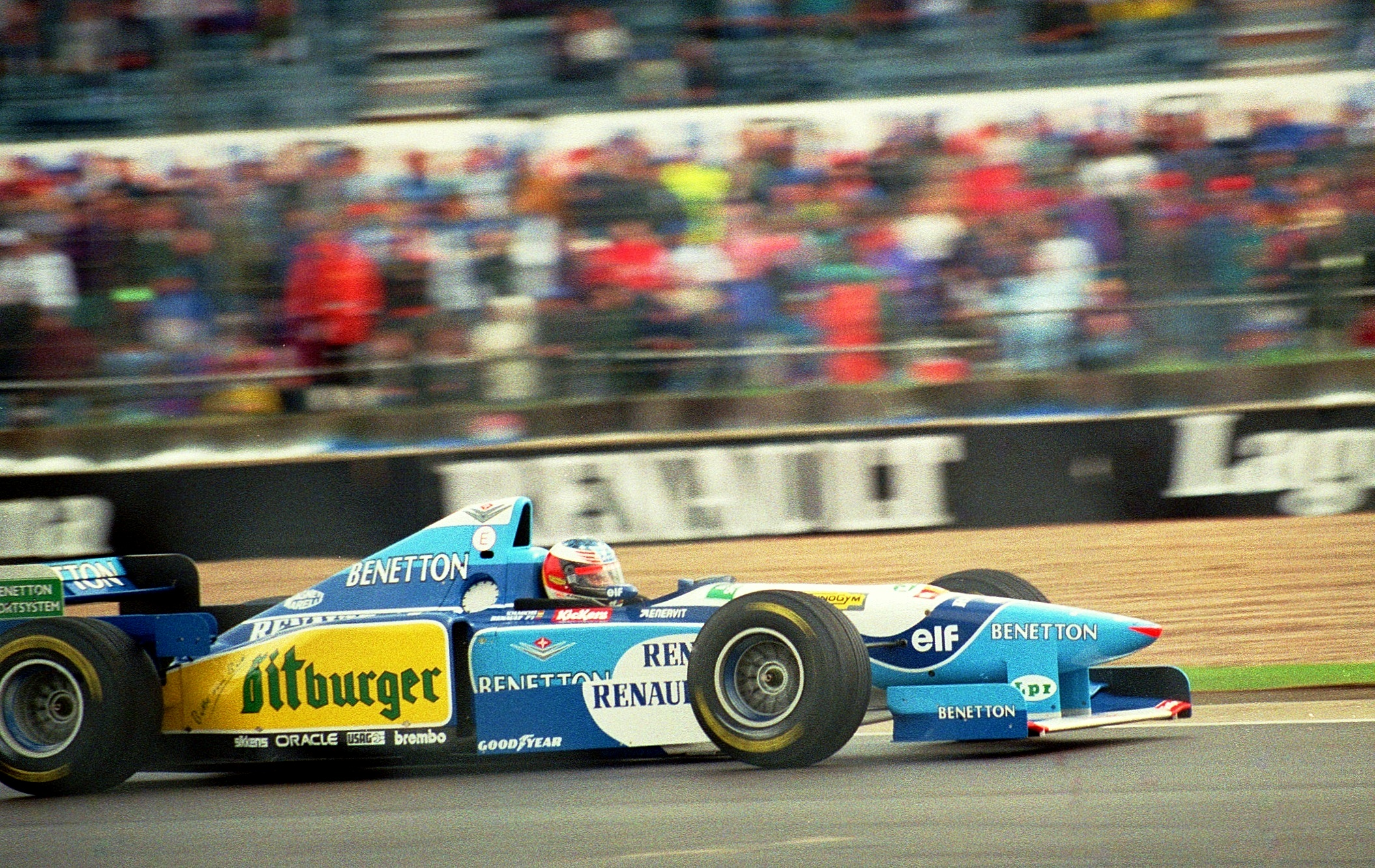
Michael Schumacher, sur Benetton B195-Renault, prend la tête au vingt-quatrième tour et ne sera plus menacé jusqu'au drapeau à damier.

Au dix-septième tour, Hill accroît son avance à 2,3 secondes sur Schumacher, gêné par les retardataires Bertrand Gachot et Andrea Montermini (Pacific-Ford). Au même moment, David Coulthard abandonne dans son stand, sa boîte de vitesses ne fonctionnant plus après avoir perdu successivement les troisième, premier, quatrième puis cinquième rapports. Plus loin, Hill, bloqué par Pedro Diniz (Forti-Ford) à qui il tente de prendre un tour, voit son avance sur Schumacher se réduire à une demi-seconde alors qu'il effectue son premier arrêt-ravitaillement, au vingt-quatrième tour. Le Britannique reprend la piste en quatrième position, derrière les deux pilotes de la Scuderia Ferrari. Dans le même tour, Eddie Irvine (Jordan-Peugeot), sixième, abandonne, après avoir cassé une jante. Trois boucles plus loin, Ukyo Katayama (Tyrrell-Yamaha), qui a hérité de la sixième place d'Irvine, part en tête-à-queue dans la descente vers Mirabeau et abandonne ; le drapeau jaune est déployé dans ce secteur le temps que sa monoplace soit dégagée,.
Au vingt-huitième tour, Michael Schumacher devance Jean Alesi et Damon Hill de 11,8 et 33,1 secondes, profitant d'une charge en carburant moindre que ses rivaux pour creuser l'écart. En queue de peloton, Taki Inoue (Arrows-Hart), abandonne au trentième tour en raison d'une boîte de vitesses bloquée. Cinq boucles plus loin, Schumacher observe son unique arrêt aux stands et repart deuxième, derrière Alesi, et avec dix secondes d'avance sur Hill. Le Français s'arrête au trente-septième tour et cède sa première place à Schumacher. Il est pris en chasse par Damon Hill jusqu'au quarante-deuxième tour lorsque, en tentant d'éviter la Ligier-Mugen-Honda de Martin Brundle en tête-à-queue dans le Bureau de Tabac, il heurte le rail de sécurité. Les commissaires de piste brandissent le drapeau jaune et retirent en hâte les deux véhicules accidentés. Trois boucles plus loin, Bertrand Gachot (Pacific-Ford) abandonne sur problème de boîte de vitesses,,.
Relégué à quinze secondes de Schumacher, Hill réduit lentement l'écart mais passe par les stands au cinquante-et-unième tour ; il en ressort avec trente-sept secondes de retard sur l'Allemand qui, bien que ponctuellement gêné par le trafic des pilotes retardataires, accroît son avance tour après tour. À la soixante-deuxième boucle, Rubens Barrichello (Jordan-Peugeot), neuvième, rencontre un problème d'accélérateur et préfère abandonner plutôt que de risquer un accident. Trois tours plus tard, Mika Salo (Tyrrell-Yamaha), alors onzième, se retire à la suite d'une panne de moteur. Au soixante-et-unième passage, Olivier Panis abandonne : le pilote Ligier, qui attaquait Luca Badoer (Minardi-Ford) pour le bénéfice de la septième place, heurte le rail dans le virage du Casino. L'Italien renonce également, à sept boucles de l'arrivée, après avoir cassé sa suspension avant-gauche en touchant une barrière de sécurité. Il gare sa monoplace dans l'échappatoire de Mirabeau,.
Michael Schumacher remporte son deuxième Grand Prix de Monaco consécutif après 1 h 53 min 11 s 258 et soixante-huit tours de course. Le podium est complété par Damon Hill (Williams-Renault), à 34 secondes, et dont l'écurie révèle plus tard que sa monoplace souffrait d'un différentiel défectueux, et Gerhard Berger à 1 minute et 11 secondes. Dans les points, Johnny Herbert (Benetton Formula-Renault) et Mark Blundell (McLaren-Mercedes) sont quatrième et cinquième, à un tour, suivi par Heinz-Harald Frentzen (Sauber-Ford), sixième à deux tours. Hors des points et également avec deux boucles de retard, Pierluigi Martini (Minardi-Ford) est septième. Sur l'autre Sauber, Jean-Christophe Boullion, qui a calé son moteur après un tête-à-queue dans le virage de la Rascasse lors du dernier tour, est classé huitième. Gianni Morbidelli (Arrows-Hart) et Pedro Diniz (Forti-Ford), avec quatre et six tours de retard, ferment la marche,,.

### Classement de la course
| Pos. | No | Pilote                   | Écurie             | Tours | Temps/Abandon                      | Grille | Points |
| ---- | -- | ------------------------ | ------------------ | ----- | ---------------------------------- | ------ | ------ |
| 1    | 1  | Michael Schumacher       | Benetton-Renault   | 78    | 1 h 53 min 11 s 258 (137,604 km/h) | 2      | 10     |
| 2    | 5  | Damon Hill               | Williams-Renault   | 78    | + 34 s 817                         | 1      | 6      |
| 3    | 28 | Gerhard Berger           | Ferrari            | 78    | + 1 min 11 s 447                   | 4      | 4      |
| 4    | 2  | Johnny Herbert           | Benetton-Renault   | 77    | + 1 tour                           | 7      | 3      |
| 5    | 7  | Mark Blundell            | McLaren-Mercedes   | 77    | + 1 tour                           | 10     | 2      |
| 6    | 30 | Heinz-Harald Frentzen    | Sauber-Ford        | 76    | + 2 tours                          | 14     | 1      |
| 7    | 23 | Pierluigi Martini        | Minardi-Ford       | 76    | + 2 tours                          | 18     |        |
| 8    | 29 | Jean-Christophe Boullion | Sauber-Ford        | 74    | Collision                          | 19     |        |
| 9    | 9  | Gianni Morbidelli        | Arrows-Hart        | 74    | + 4 tours                          | 13     |        |
| 10   | 21 | Pedro Diniz              | Forti-Ford         | 72    | + 6 tours                          | 22     |        |
| Abd. | 24 | Luca Badoer              | Minardi-Ford       | 68    | Accident                           | 16     |        |
| Abd. | 26 | Olivier Panis            | Ligier-Mugen-Honda | 65    | Accident                           | 12     |        |
| Abd. | 4  | Mika Salo                | Tyrrell-Yamaha     | 63    | Moteur                             | 17     |        |
| Abd. | 14 | Rubens Barrichello       | Jordan-Peugeot     | 60    | Accélérateur                       | 11     |        |
| Abd. | 16 | Bertrand Gachot          | Pacific-Ford       | 42    | Boîte de vitesses                  | 21     |        |
| Abd. | 27 | Jean Alesi               | Ferrari            | 41    | Collision                          | 5      |        |
| Abd. | 25 | Martin Brundle           | Ligier-Mugen-Honda | 40    | Collision                          | 8      |        |
| Abd. | 10 | Taki Inoue               | Arrows-Hart        | 27    | Boîte de vitesses                  | 26     |        |
| Abd. | 3  | Ukyo Katayama            | Tyrrell-Yamaha     | 26    | Collision                          | 15     |        |
| Dsq. | 17 | Andrea Montermini        | Pacific-Ford       | 23    | Disqualifié                        | 25     |        |
| Abd. | 15 | Eddie Irvine             | Jordan-Peugeot     | 22    | Roue                               | 9      |        |
| Abd. | 6  | David Coulthard          | Williams-Renault   | 16    | Boîte de vitesses                  | 3      |        |
| Abd. | 22 | Roberto Moreno           | Forti-Ford         | 9     | Freins                             | 24     |        |
| Abd. | 8  | Mika Häkkinen            | McLaren-Mercedes   | 8     | Moteur                             | 6      |        |
| Abd. | 11 | Domenico Schiattarella   | Simtek-Ford        | 0     | Collision                          | 20     |        |
| Abd. | 12 | Jos Verstappen           | Simtek-Ford        | 0     | Boîte de vitesses                  | 23     |        |

### Pole position et record du tour
Damon Hill réalise la sixième pole position de sa carrière, sa sixième pour le compte de l'écurie Williams. Il s'agit de la 76e de l'écurie Williams F1 Team et de la 99e pour Renault en tant que motoriste,.
Jean Alesi obtient son deuxième meilleur tour en course de sa carrière, le deuxième pour le compte de la Scuderia Ferrari. C'est le 121e meilleur tour en course de Ferrari en tant que constructeur et en tant que motoriste,.
- Pole position :  Damon Hill en 1 min 21 s 952 (vitesse moyenne : 146,193 km/h).
- Meilleur tour en course :  Jean Alesi en 1 min 24 s 621 au trente-sixième tour (vitesse moyenne : 141,582 km/h).

### Tours en tête
Damon Hill, parti de la pole position, conserve la tête de l'épreuve jusqu'au vingt-troisième tour, avant de regagner son stand pour son premier ravitaillement. Michael Schumacher prend la première position jusqu'au trente-cinquième tour où il observe son unique arrêt aux stands et cède la tête à Jean Alesi qui ravitaille au tour suivant. Schumacher mène ensuite la course jusqu'au drapeau à damier.
- Damon Hill : 23 tours (1-23) ;
- Michael Schumacher : 54 tours (24-35 / 37-78) ;
- Jean Alesi : 1 tour (36).

## Après course
À la fin juin 1995, la Fédération Internationale de l'Automobile réunit son Conseil Mondial, qui n'inflige aucune sanction contre l'Automobile Club de Monaco concernant l'accident de Taki Inoue.

### La victoire de la stratégie à un arrêt de Michael Schumacher
À la faveur d'une stratégie de course efficace, Michael Schumacher remporte son deuxième Grand Prix de Monaco consécutif. L'Allemand, au courant de la stratégie à deux arrêts de Damon Hill, explique que Benetton a opté pour une contre-attaque à un seul arrêt à l'issue de la séance d'échauffement du dimanche matin, lors de laquelle il constate que sa monoplace se comporte mieux en roulant avec un réservoir totalement rempli qu'avec une faible quantité d'essence. Schumacher, deuxième derrière Hill au départ, prend la tête au vingt-quatrième tour après l'arrêt-ravitaillement de ce dernier. Il profite d'une piste dégagée pour creuser l'écart sur ses poursuivants, au point de ressortir des stands lors de son unique arrêt au trente-septième tour avec treize secondes d'avance sur le pilote Williams, qui s'est retrouvé bloqué par le trafic en piste. Schumacher déclare : « J'aime tout particulièrement ce circuit parce que vous pouvez parfois y réussir des choses spéciales. J'aime toujours les circuits urbains mais celui-ci est un peu plus particulier. Conduire une F1 ici peut sembler un peu fou, mais j'adore,,. »
Cette victoire permet à Schumacher de disposer de cinq points d'avance sur Damon Hill au classement du championnat du monde. Benetton, avec trente-six unités, prend la tête du championnat du monde des constructeurs, en dépassant Williams et Ferrari qui détiennent trente-deux et trente-et-un points. Afin de célébrer sa victoire, Michael Schumacher est l'invité d'honneur du gala du Sporting Club d'Été et convié à la table du prince Albert. Un documentaire retraçant son succès du jour y est diffusé et commenté par le journaliste Bernard Spindler.

### La défaite de Damon Hill: erreur de stratégie et défaillance technique
Damon Hill, deuxième de l'épreuve et surpris que son rival connaisse à l'avance sa stratégie de course, déplore à la fois la tactique décidée par son écurie et le comportement de sa FW17 : « Je voulais vraiment gagner ici mais nous avons commis une grosse faute tactique. Samedi soir, nous avons pensé n'effectuer qu'un arrêt, mais nous avons changé d'avis ce matin après le warm-up. Je suis vraiment furieux. D'après nos calculs, je devais prendre environ douze secondes d'avance sur Michael avant le premier ravitaillement mais rien n'a marché comme prévu et j'étais à peine deux secondes devant. En plus, ma voiture n'était plus la même aujourd'hui. En qualification, elle était parfaite mais en course, elle sous-virait terriblement. Je ne sais pas ce qu'il s'est passé mais il est clair qu'avec les erreurs de l'écurie, la victoire était offerte sur un plateau pour Michael. On va avoir une sérieuse mise au point à faire à l'usine, cette semaine… »
Après l'épreuve, Williams découvre qu'un différentiel défectueux est à l'origine de ses problèmes de sous-virage. Néanmoins, Patrick Head, le directeur technique de l'écurie, estime que le manque de rythme de la FW17 est la principale cause de la défaite. Il explique également que la planification des arrêts aux stands relève de la divination et que les pilotes retardataires représentent un impondérable difficile à gérer, même avec des simulations informatiques.

### La première victoire de Renault à Monaco
Après soixante-deux victoires en Formule 1 et quinze tentatives depuis 1978, Renault remporte son premier Grand Prix de Monaco. Pour les responsables en communication du motoriste français, cette victoire vaut autant qu'un titre mondial ou qu'une victoire à domicile, la situation géographique enclavée de la Principauté l'assimilant en quelque sorte au territoire français. Pour cette occasion et vaincre ce qui était perçu comme une malédiction, Renault avait apporté deux motorhomes, des effectifs et du matériel supplémentaires pour pallier la moindre défaillance technique. En outre, le moteur V10 en configuration de qualifications a été amélioré pour offrir des performances optimales en piste des pilotes Benetton et Williams : trois d'entre eux ont finalement occupé les trois premières places sur la grille de départ. Pour célébrer le triomphe, Bernard Dudot, l'ingénieur en chef de Renault, est jeté dans les eaux du port par ses mécaniciens ; le même sort est réservé à Vincent Gaillardot, l'ingénieur motoriste de Michael Schumacher,,.

### Jean Alesi,«Monsieur le Maudit»
Parti cinquième, Jean Alesi se hisse en deuxième position puis, plus rapide que Michael Schumacher, avait des chances de victoire. Néanmoins, cette ambition est ruinée au quarante-deuxième tour lorsque le retardataire Martin Brundle perd le contrôle de sa Ligier dans le virage du Bureau de Tabac, percute les barrières et se retrouve en travers de la piste. Le pilote Ferrari, qui le suit, ne peut l'éviter et s'écrase contre les rails de sécurité. Furieux, l'Avignonnais injurie copieusement le Britannique, qu'il accuse de s'être volontairement mis en travers de la route : « Il faisait tout pour m'empêcher de prendre un tour. Au Bureau de Tabac, il voulut tellement en faire qu'il perdit le contrôle de sa voiture. Je n'avais aucun endroit où passer. Depuis que je suis en Formule 1, il me cause des problèmes chaque année,,. »

## Classements généraux à l'issue de la course
- Note : Benetton et Williams ont été disqualifiés lors du Grand Prix inaugural du Brésil pour utilisation de carburant non conforme à la réglementation de la Formule 1[66]. L'échantillon d'essence prélevé à l'issue de la course ne correspondait pas aux spécifications de l'échantillon témoin fourni à la FIA[67]. Les écuries ont fait appel de cette décision, ce qui a conduit à une annulation de la sanction concernant les pilotes qui ont conservé leurs points, mais un maintien de la pénalité pour les écuries. Benetton a ainsi perdu les 10 points de la victoire de Michael Schumacher et Williams les 6 points de la seconde place de David Coulthard, d'où une différence entre les points obtenus par ces écuries et les totaux des résultats de leurs pilotes[68],[69].

| Pos. | Pilote                | Écurie             | Points |
| ---- | --------------------- | ------------------ | ------ |
| 1    | Michael Schumacher    | Benetton-Renault   | 34     |
| 2    | Damon Hill            | Williams-Renault   | 29     |
| 3    | Gerhard Berger        | Ferrari            | 17     |
| 4    | Jean Alesi            | Ferrari            | 14     |
| 5    | Johnny Herbert        | Benetton-Renault   | 12     |
| 6    | David Coulthard       | Williams-Renault   | 9      |
| 7    | Mika Häkkinen         | McLaren-Mercedes   | 5      |
| 8    | Heinz-Harald Frentzen | Sauber-Ford        | 4      |
| 9    | Mark Blundell         | McLaren-Mercedes   | 3      |
| 10   | Eddie Irvine          | Jordan-Peugeot     | 2      |
| 11   | Olivier Panis         | Ligier-Mugen-Honda | 1      |

| Pos. | Écurie             | Points |
| ---- | ------------------ | ------ |
| 1    | Benetton-Renault   | 36     |
| 2    | Williams-Renault   | 32     |
| 3    | Ferrari            | 31     |
| 4    | McLaren-Mercedes   | 8      |
| 5    | Sauber-Ford        | 4      |
| 6    | Jordan-Peugeot     | 2      |
| 7    | Ligier-Mugen-Honda | 1      |

## Statistiques
Le Grand Prix de Monaco 1995 représente, dans le cadre du championnat du monde de Formule 1 :
- la 6e pole position de Damon Hill[54] ;
- la 76e pole position de Williams en tant que constructeur[55] ;
- la 99e pole position de Renault en tant que motoriste[56] ;
- la 13e victoire de Michael Schumacher[71] ;
- la 18e victoire de Benetton en tant que constructeur[72] ;
- la 63e victoire de Renault en tant que motoriste[73]
- le 2e meilleur tour en course de Jean Alesi[57] ;
- le 121e meilleur tour en course de Ferrari en tant que constructeur[58] ;
- le 121e meilleur tour en course de Ferrari en tant que motoriste[59] ;
- le 1er Grand Prix de sa carrière de Jean-Christophe Boullion[74] ;
- le 21e et dernier Grand Prix de l'écurie Simtek[75].

Au cours de ce Grand Prix :
- Andrea Montermini est disqualifié pour non-respect d'une pénalité[76] ;
- pour la dernière fois de l'histoire de la Formule 1, 26 pilotes sont au départ d'un Grand Prix.